# ゴキブリ

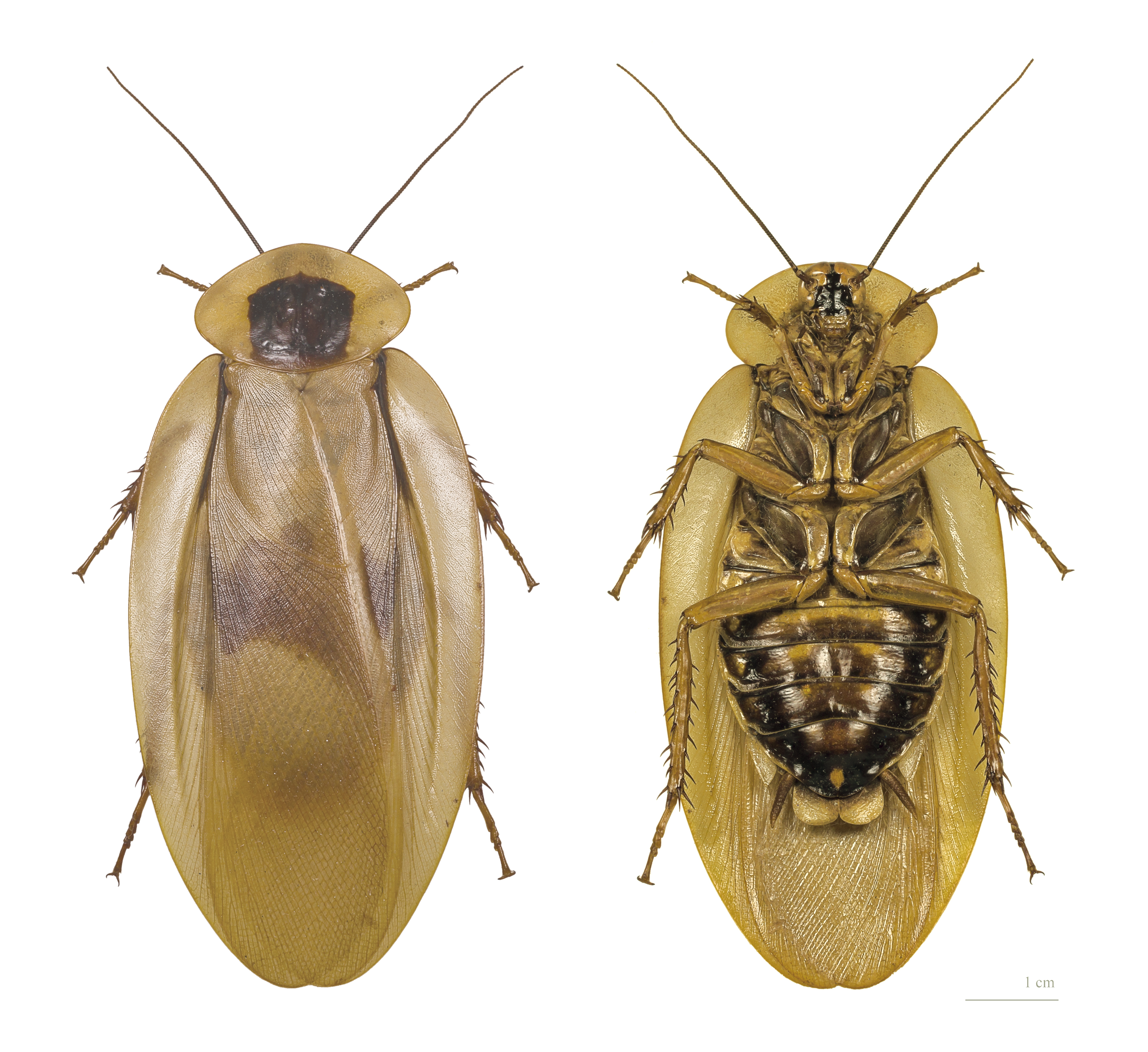
Blaberus giganteus

ゴキブリ（英語: cockroach）は、昆虫綱ゴキブリ目(Blattodea)のうちシロアリ以外のものの総称。なおカマキリ目と合わせて網翅目 (Dictyoptera) を置き、Blattodeaをその下のゴキブリ亜目とすることがあるが、その場合、ゴキブリはゴキブリ亜目（のうちシロアリ以外）となる。 生きた化石の一つ。
朝比奈正二郎 (1991) によれば、ゴキブリは全世界に約4000種いるといわれ、うち日本には9科25属50種余りが記録される。Beccaloni G.W. (2014) のCockroach Species Fileには約4600種が記録されている。世界に生息するゴキブリの総数は熱帯と亜熱帯の森林を中心に1兆4853億匹といわれており、日本には236億匹が生息するものと推定されている。特に熱帯・亜熱帯域に多いが、世界中に広く分布し、人の手を介して拡散されることも少なくない。

## 名称
ゴキブリは最初からそう呼ばれていたわけではない。平安時代の本草和名には「阿久多牟之（あくたむし）」や「都乃牟之（つのむし）」の古名が見え、伊呂波字類抄には「アキムシ」という名前も見える。いずれも現在のヤマトゴキブリを指すと考えられている。
江戸時代に入ると「油虫（あぶらむし）」と呼ばれるようになり、百科事典の和漢三才図会には御器噛（ごきかぶり）と共にその名前が記されている。油虫という名前は油ぎったような外見から、御器噛という名前は蓋付きの椀（御器）をかじる虫であることから由来し、他にも地域によってゴキクライムシやゴゼムシ、アマメなどと呼ばれていた。御器をかぶることから御器被りとも解される。
そして明治時代になってゴキブリという名前が現れる。この名称はゴキカブリから訛ったものだとも説明されるが、昆虫学者の小西正泰によると、「ゴキブリ」という名称は、1884年（明治17年）に出版された日本の生物学辞典『生物学語彙』（岩川友太郎）に脱字があり、「ゴキカブリ」の「カ」の字が抜け落ちたまま拡散・定着したことに由来する。なぜ欠落したのかは定かではないが、同書は漢字1文字あたり2文字までしか読みを振れない活字を使っており、これによって中央の文字が抜け落ちた可能性がある。
俳句では「油虫（アブラムシ）」は夏の季語であるなど広く親しまれていた名称だが、生物学上では矢野宗幹は1906年（明治39年）、アリマキとの混同を避けるためにゴキブリを総称とするよう提唱した。標準和名としての使用は松村松年が1898年（明治31年）にPeriplaneta americanaにこの名を与えたのを皮切りとする。1903年（明治36年）に名和靖がヤマトゴキブリを指してゴキブリとし、1904年（明治37年）に出版された松村松年の日本千虫図鑑第1巻でもゴキブリ名義でヤマトゴキブリが図説されている。しかし矢野は1906年、本草綱目啓蒙の記述からゴキブリはゴキブリ属の種の総称だと解すべきとして、特定の1種の和名とすることはできないと論じた。
漢字表記には漢名の「蜚蠊」という文字が当てられ、沖縄県・琉球方言でゴキブリを指す「ヒーレー」「フィーレー」という語は漢名の音読み「ひれん」に由来する。
中国（普通話と国語の場合）では「蟑螂（zhāngláng）」や「蜚蠊（fěilián）」、香港（広東語の場合）では「曱甴（gaat6 jaat2／おうそう）」という区別で呼ばれることもある。後者は「甴」も「曱」も常用漢字ではないが、日本でも時折ゴキブリを表わす漢字として用いられることがある。
英名はcockroachで、これはスペイン語のcucarachaが英語化したもの。ほか、甲虫類に似ていることからblack beetleと呼ばれることもある。

## 進化史
定説では、ゴキブリが出現したのは、今から約3億年前の古生代石炭紀で、「生きている化石」とも言われてきた。しかし後の研究では約2億6000万年前にゴキブリ目とカマキリ目が分岐し、現生ゴキブリ目は約2億年前のペルム紀に出現し、その後白亜紀（1億5000万年 - 6600万年前）に現在の科が出揃ったことが分かっている。日本における最古の昆虫化石は、山口県美祢市にある中生代三畳紀の地層から発見されたゴキブリの前翅である。
出現以来、繁殖力の強さ、弾力性ある体、発達した脚や感覚器官、雑食性、飢餓への耐性、殺虫剤への抵抗性発達など、種々の要因で現在に至るまで繁栄してきた。
「人類が滅びたらゴキブリの時代がくる」、「人類が滅びたらゴキブリが地球を支配する」などとさえ言われているが、実際には現代人の生ゴミなどに依存してる点が多く、人類絶滅後は多く種は絶滅すると考えられている。

## 生活史
卵 → 幼虫 → 成虫という成長段階を踏む不完全変態の昆虫である。卵は数十個が一つの卵鞘に包まれて産みつけられるが、チャバネゴキブリのようにメスが卵鞘を尾部にぶら下げて孵化するまで保護するものや、マダガスカルゴキブリのようにいったん体外で形成した卵鞘を体内に引き込んで体内保護するものもいる。また、孵化後腹部である程度成長させたあとに体外へ生み出す胎生の種もいる。幼虫は翅がない以外は成虫とほぼ同じ形をしており、種類や環境条件によるが6 - 15回程度の脱皮を経て成虫となる。クロゴキブリのような大型種は成虫になるのに1年半から2年程の歳月を要するものが多く、世代交代の速度は遅い。体の脂肪体を栄養とすることで、ワモンゴキブリは水さえ摂取していない状態でも 30 - 40日 は生存する。

## 形態

### 卵・幼虫

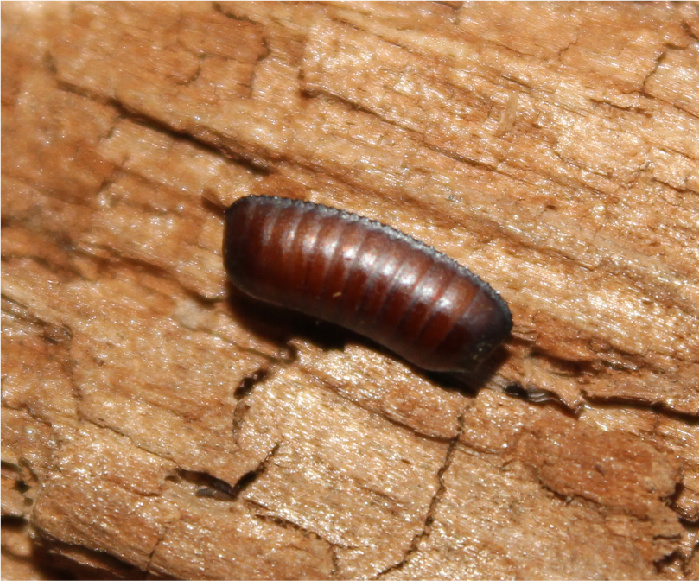
Pennsylvania wood cockroach (Parcoblatta pennsylvanica)の卵鞘

ゴキブリの卵は卵鞘というキチン質から成るカプセルに十数個以上含まれており、クロゴキブリなどの大型種はがま口型で黒ずんだ茶色ないし濃茶色、チャバネゴキブリなどの小型種は長方形で薄茶色をしている。この中に細長い卵本体が2列に並んで入っており、卵数は両面に出来た浅い溝の数と同じである。卵数と大きさは大型種が10数個から20数個で7ミリメートル (mm) から1センチメートル (cm) 前後、小型種は5 mm前後で、チャバネゴキブリの場合は卵数は30数個から40数個である。いずれも全てが孵化することはあまりない。
卵本体はバナナのような形で白く、大きさは大型種で0.8 - 1.2 × 2.5 - 3.5 mm、小型種で0.3 - 0.5 × 2.0 - 2.5 mm。コリオニンというタンパク質由来の弾力性に富む卵殻に覆われるが、卵殻は卵を保護するには薄すぎるので、卵鞘が乾燥などから卵を守る役割を担う。卵鞘は卵巣の附属腺から分泌された粘液が卵を覆って乾燥したものである。

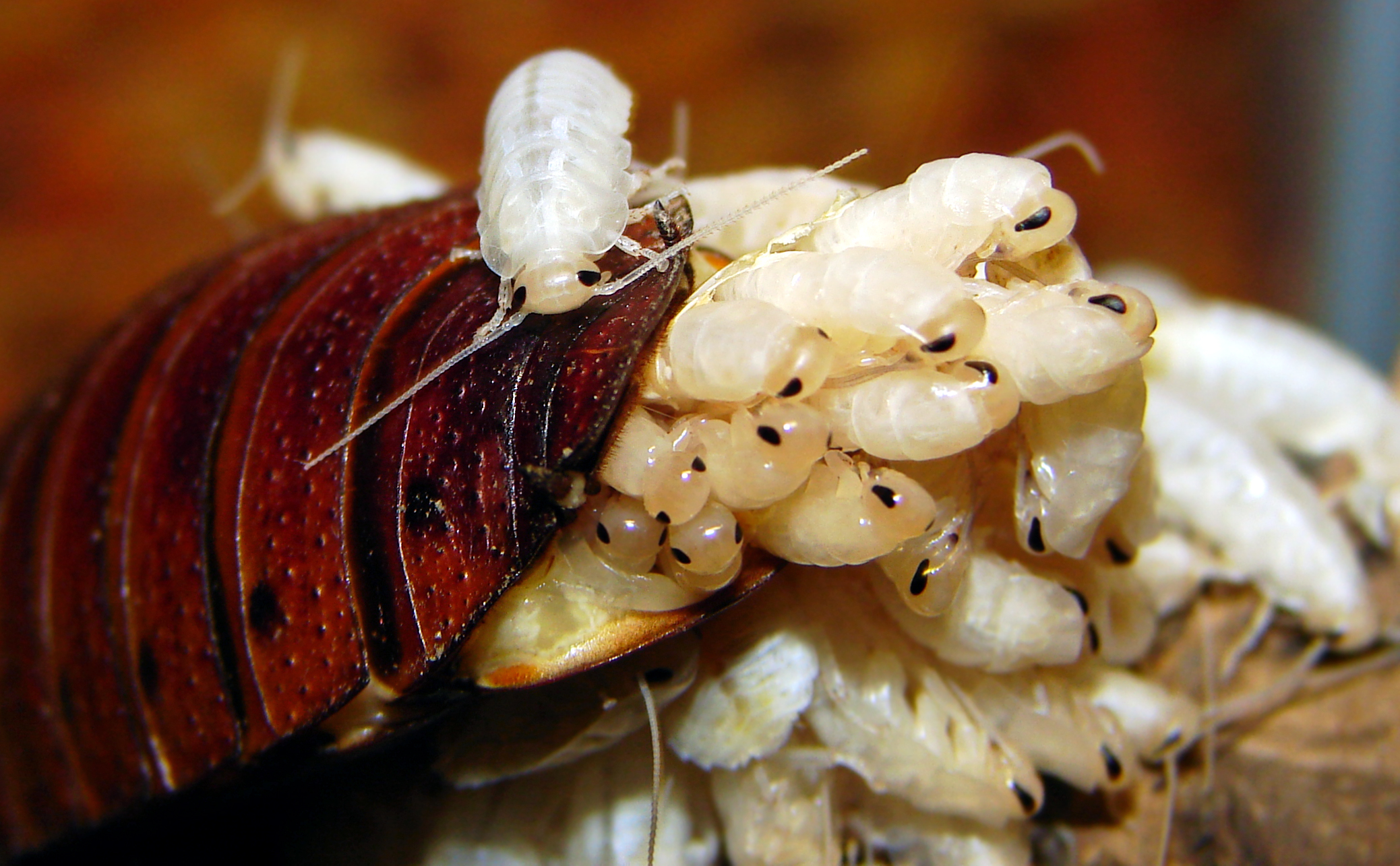
卵胎生のマダガスカルゴキブリ (Gromphadorhina portentosa)

マダガスカルゴキブリ (Gromphadorhina portentosa)の成育段階比較

孵化時、卵鞘のジャック側を破って出てきたばかりの幼虫は白く透明で柔らかく、次第に表皮クチクラ層が空気中の酸素に触れて固くなり、固有色を帯びていく。そうして1 - 2時間後には活発に活動するようになる。幼虫は翅を持たない以外は成虫に似ており、孵化した幼虫は脱皮を繰り返して成育していき、最後には羽化して成虫となる。

### 成虫
体長は種によってさまざまで、ホラアナゴキブリのように3 - 5 mm程度の種類もいれば、長さ97 mm、幅45 mm、最大翼幅 20 cmに達するナンベイオオチャバネゴキブリ (Megaloblatta Longipennis)のような種も知られるが、平均は0.6 - 7.6 cmの範囲に収まる。日本産の最大種は八重山諸島に分布する体長35 - 50 mmのヤエヤママダラゴキブリである。
体は例外なく扁平で幅の広い小判型をしており、平行に重なった翅も相まって、狭い隙間に入ったり通り抜けるのに都合がよい体型をしている。体色はおおよそ茶褐色か黒褐色系だが、淡緑色や金属青緑色を持つものも稀にいる。
外見上は頭部・胸部・腹部から成り、体全体はクチクラとも呼ばれる3層構造の表皮に覆われる。この3層構造は外側から順に外表皮 (epicuticle) 、外原表皮 (exocuticle) 、内原表皮 (endocuticle) といい、それぞれワックスを含む撥水性の非常に薄い層、体色を決める色素を含む層状になった薄い膜、厚く柔軟で丈夫な層、という具合である。体表の撥水性や気門の仕組みにより水面を浮いたまま移動でき、足場が良ければ一時的な潜水も可能である。幼虫期間を浅瀬などの浅い水中で過ごすマダラゴキブリのような例もある。
この表皮は真皮細胞が分泌したもので、真皮細胞は他にも感覚子や毛、刺、鱗片といった特徴的な構造の元となっている。真皮細胞層にある皮膚腺からは皮脂が分泌され、これが皮膚腺孔を通して外表皮へ運ばれることで体表に油ぎった光沢感を持たせている。光沢をつくる脂質はヘプタコサジエンを主成分とし、オルトキノンが酸化防止剤として固化防止の役割を担う。これがアブラムシ（油虫）の別名を持つ所以だが、種類によっては光沢を欠くものもいる。
他の昆虫と同様に開放血管系で、背板の背隔膜（背脈管）を通して大動脈が前後に1本走り、それに心臓が続く。中枢神経系ははしご形神経系で、脳、食道下神経球、胸部神経球3個、腹部神経球9個、それらを繋ぐ腹走神経索で構成される。神経球はそれぞれ所管する体節を制御し、特に胸部には多くの末梢神経が伸びて脚や翅の行動を制御する大きな神経球がある。
消化管は咽頭から食道、前腸（素嚢と前胃）、中腸、後腸、結腸、直腸で構成される。素嚢は摂取した食べ物を一時的に貯めておく薄い半透明の膜状の袋で、前胃には6列の歯列帯が配列し、食べ物を物理的に破砕する。中腸（胃）では食べ物の消化と吸収が行われ、後腸との境目には排出器官のマルピーギ管がある。

#### 頭部

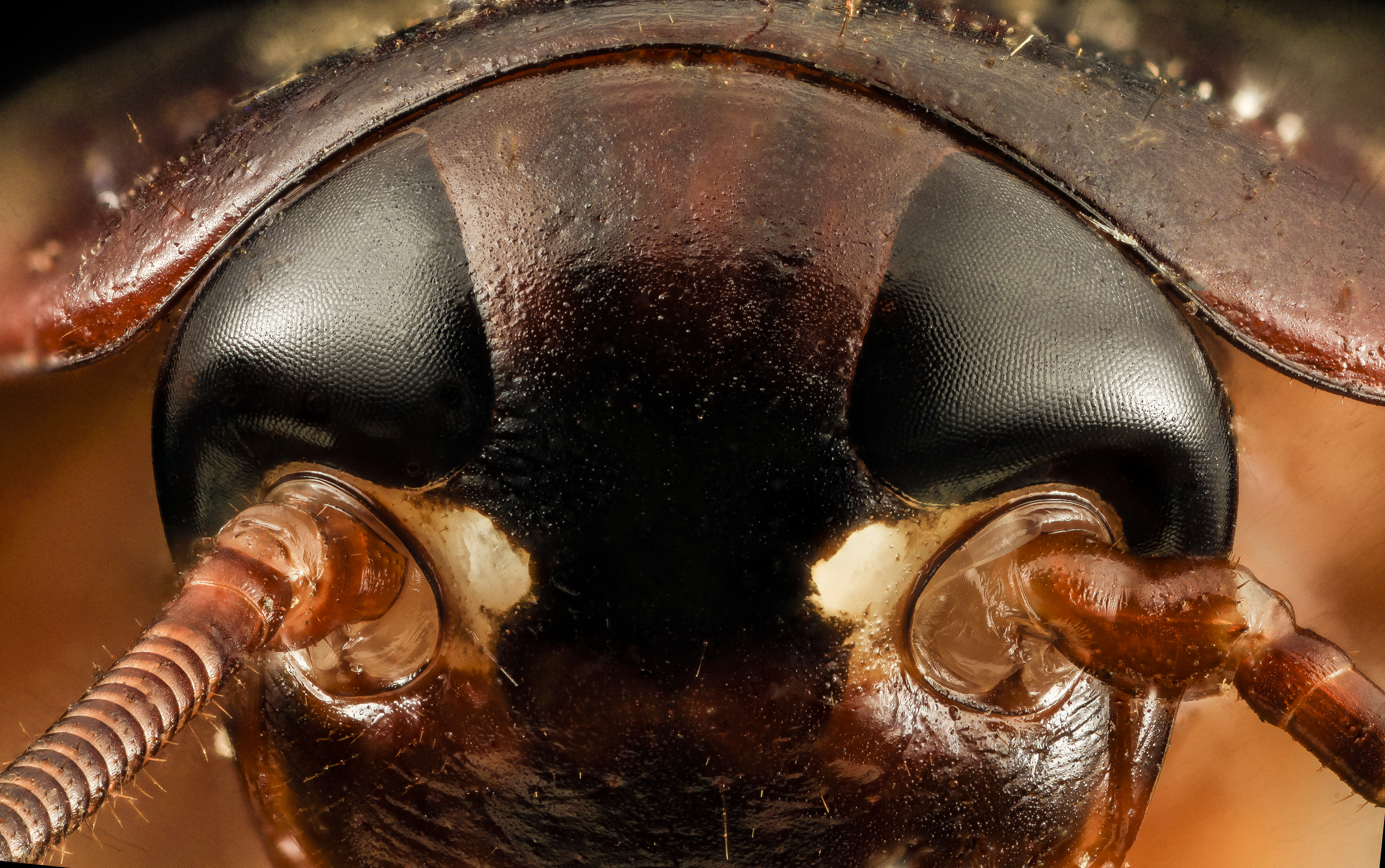
ワモンゴキブリ (Periplaneta americana)の顔

頭部は下向きで小さく、ほぼ前胸背板で隠れる。複眼と単眼、触角、大顎などの口器がある。複眼はそら豆状で平たく、数千個の個眼から成る。しかし住家性のゴキブリは日中は暗く狭い隙間に潜伏しながら夜間活動するという生活環境に適応しており、そのため複眼の機能が一部退化し、光などを感受する能力はあれど物体認識能力は失われている。単眼も機能的役目がなく、触角の内側頭蓋に単眼斑として1対の痕が残るに留まる。

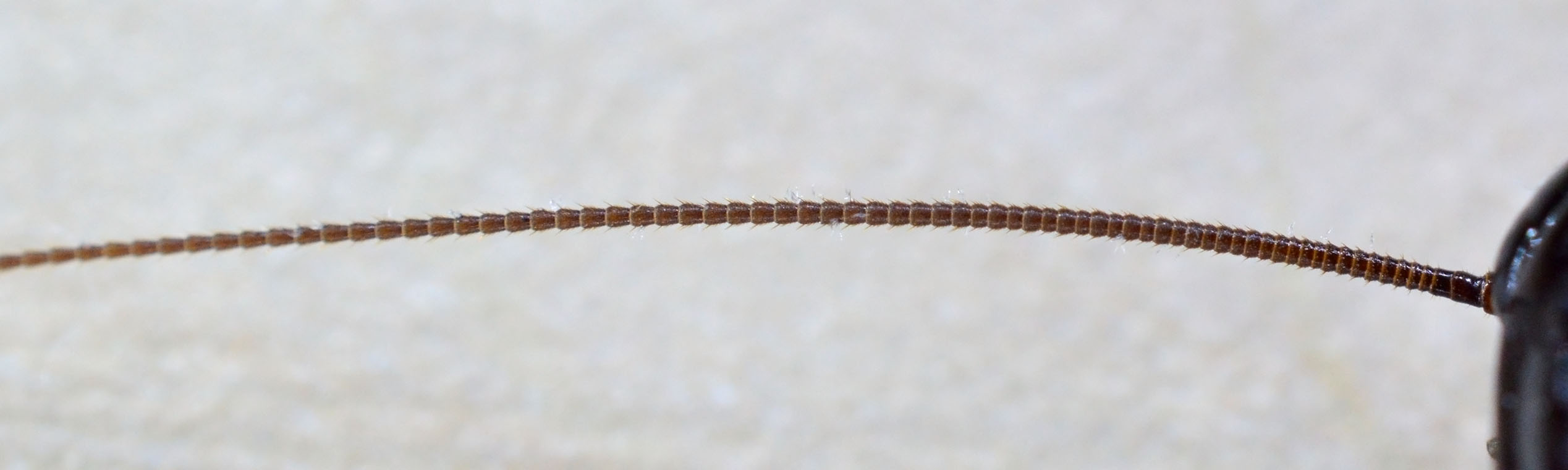
トウヨウゴキブリ (Blatta orientalis)の雄の触覚

一番重要な感覚器官が2本の長い触角で、嗅覚や聴覚など、外界からの刺激を感受する感覚器が集中しており、普段これを振り回して周りの状況を把握することになる。オオゴキブリなど、朽木の中に住む種は比較的短い。触角は頭部と繋がる第1節（柄節、Scape）、第2節（梗節、Pedicel）、第3節以降（鞭節、Flagellum）に細分でき、鞭節を除く各関節部は折り畳まれた膜で連結されており、自在に動かせる。
ゴキブリは咀嚼型で、頭部から伸びる2対の付属肢で食べ物を探知して摂食時に食べ物を持ち上げて大顎へ送り込み、その大顎で食べ物を噛み砕く。噛み砕かれた食べ物の屑は上唇に隠れた側舌と中舌の帯状毛で口内に掃き入れられる。
頭部から伸びる付属肢2対のうち、外側は5節から成る小顎肢で、第1 - 4節は触覚を感受する剛毛が生え、先端の第5節は剛毛に加えて嗅覚や味覚を感受する短毛がまとまって生える。内側は3節から成る下唇肢で、第3節表面に剛毛と短毛感覚子が密生する。
大顎は角質化して硬くなっており、内縁は鋸状の歯が左右対称に噛み合う。特に大型種は強固に発達しており、プラスチックやアルミ板にも噛み跡を残せるほどの力がある。木材などの硬い物質を噛み砕く場合、顎の遅筋繊維を動かして強い咬合力を発揮し、ワモンゴキブリのような大型種は実に体重の50倍、人間の5倍相当に達する。

#### 胸部
胸部は3対の脚と2対の翅（幼虫は翅がない）があり、前胸 (prothorax) 、中胸 (mesothorax) 、後胸 (metathorax) の3節に分けられ、このうち前胸は種によって異なる色や形の背板を持ち、分類学上重要な特徴である。

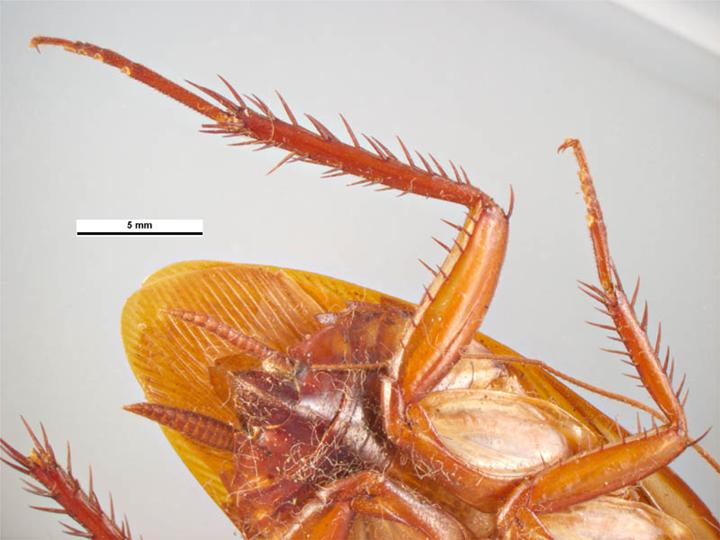
コワモンゴキブリ (Periplaneta australasiae)の脚

脚は前胸、中胸、後胸から1対ずつ出て、それぞれ前脚、中脚、後脚という呼び名はあるが、基節 (coxa) 、転節 (trochanter) 、腿節 (femur) 、脛節 (tibia) 、付節 (tarsus) から成るという構造はほぼ共通している。いずれも歩行肢で、腿節や脛節には鋭利な刺（距刺、tibial spurs）が列生する。この刺は攻撃時に有効な武器として機能するほか、後ろ向きに生えていることから前進しやすく、潜りやすくもある。反対に後退を苦手とする。脚力自体も強く、クロゴキブリやワモンゴキブリの走る速さ50 cm/sは昆虫の中でも随一の走力といわれる。
基節は脚と胸部を繋ぎ、転節は基節と腿節を繋いで脚の機動性に寄与している。歩行するのに重要な役割を果たすのが腿節で、発達した筋肉と瞬発力をもつ。
付節は5節構造で、第1 - 4節各末端部に肌色の半透明な付節盤があり、付節盤の皮膚腺から分泌される皮脂で付節盤を保湿し、歩行時の摩擦力増大に繋がるほか、鐘状感覚子により接触している物体の表面状態を感知することができる。付節の末端節には先端に1対の爪があり、爪の間には走行時に接触中の物体を感受する爪間盤が発達している。

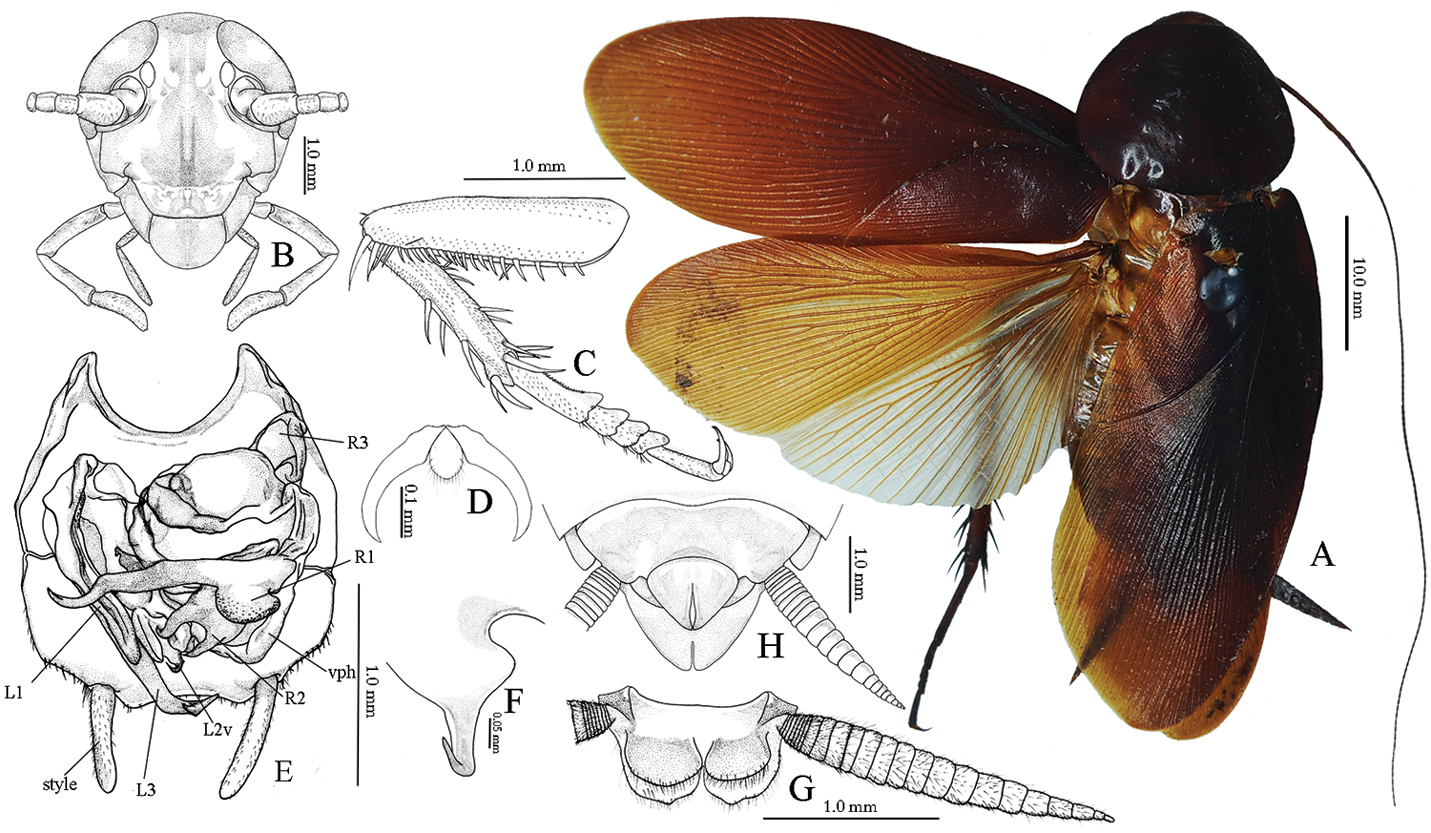
バンクスゴキブリ (Periplaneta banksi)

翅は中胸と後胸から1対ずつ出て、それぞれ前翅、後翅と呼ばれるが、中にはこの翅が雌ないし雌雄両方で退化している、という種類がいる。前翅は鞘翅状で、細かい翅脈が多く走る網状脈があり、後翅は静止時には前翅の下に格納される。それぞれ革質状、膜状。
飛翔能力については上から下への滑空が精々だと長らく言われてきたが、クロゴキブリやワモンゴキブリは飛翔が確認されており、モリチャバネゴキブリやマダラゴキブリといった野生種の飛翔も知られる。一方チャバネゴキブリのように全く飛ばない種もいる。翅の長さもさまざまで、腹部を完全に覆うもの、短いもの、また翅がない種も知られる。
このほか3対の気門がある。ここから気管へ空気を取り込み、細かく枝分かれした毛細気管で各組織へ運び、逆の順序で二酸化炭素を排出することで呼吸を行う。気門は腹部にも7対あり、計10対となる。いずれの気門も吸気・排気を可能とするが、一般的には胸部の気門で吸気が、腹部の気門で排気が行われる。撥水性で、水を取り込まない仕組みになっている。

#### 腹部

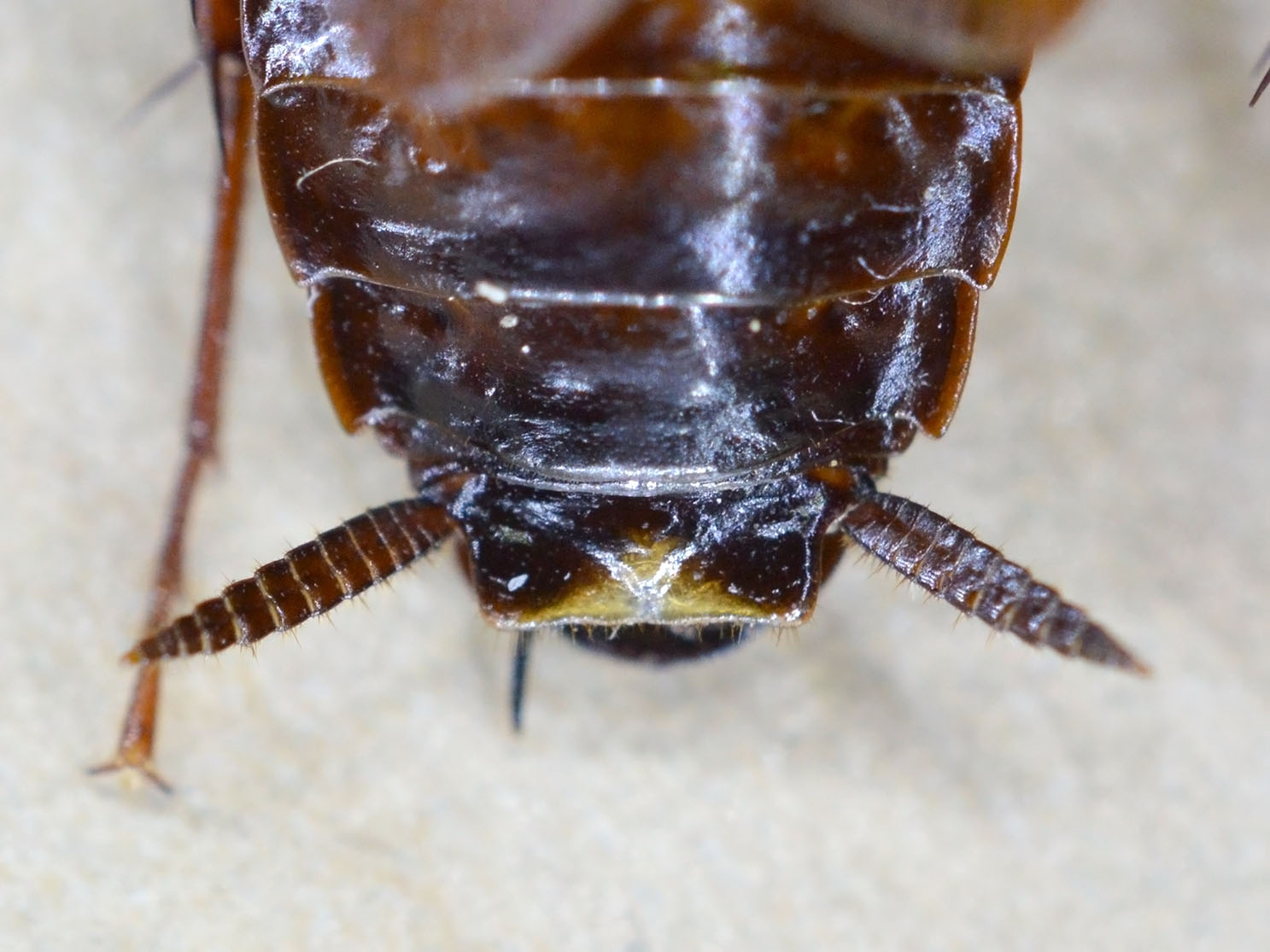
トウヨウゴキブリ (Blatta orientalis)の雄の尾端部

原則10節構造だが、尾端部の腹節が融合して一部が外部生殖器に変わっているので、外見上は雄9節、雌7節に見える。扁平な胴体は発達した背側の背板と腹側の腹板から成りいずれもクチクラ質、背板と腹板は側面膜で繋がれ、各体節は節間膜で繋がれる。末端部に1対の尾角 (cercus)　がつき、これは多数の感覚子をもつ十数節構造の、いわば尾部の触覚である。若齢幼虫だと尾角は円形で節間部は不明瞭だが、発育に従って扁平状になっていく。
雄成虫の第9腹板先端部に1本円柱状の尾刺突起が1対つき、幼虫は雌雄両方持つものだが、雌は発育に従ってこれが消失していくので、ゴキブリの雌雄を見分けるのに使われる特徴である。チャバネゴキブリには尾刺突起がない。幼虫期の雌雄鑑別についてはトウヨウゴキブリやチャオビゴキブリ、クロゴキブリで確立されていて、腹板の形態から区別可能。
腹部最後端に外部生殖器があり、雄の場合は1本の交尾鈎、数本の把握器、1個の陰茎で、雌は生殖弁に隠れた産卵弁片などで構成される。交尾鈎は交尾位置の固定役を、把握器は陰茎の位置調整役を担い、交尾時は雌の産卵管開口部に陰茎を挿入して精子を内包した精包を産卵管内へ放出する。雌はこの時受け取った精子を受精嚢に貯え、これにより1回の交尾で産卵数回分の受精卵を賄うことができる。産卵管は非常に短く端は下向きに曲がる。産卵弁片では産卵時に卵を停留させて卵鞘を形成させる。
腹部内部には内部生殖器があり、雄は輸精管が1対の精巣を繋げて末端部にある球形の貯精嚢とも連結する構造に、雌は卵巣小管でまとまった1対の卵巣とそれを繋ぐ1対の側輸卵管、中央輸卵管、受精嚢、附属腺で構成される。

## 生態
本来熱帯で繁栄した昆虫であり、温暖な場所を好み、多湿の環境も好む。昼間は朽ち木や落ち葉の陰にひそみ、夜になると出歩いて菌類、樹液、朽ち木、動物の死骸や糞などを食べる雑食性の昆虫である。やがて野外種から食べ物に困らない人間の住環境に進出し、完全に適応する種が現れた。そして交通網の発達や暖房設備の急速な完備により、本来生活できない寒冷地へまで分布を広げた。
世界中に4000種以上知られるゴキブリだが、害虫と考えられるゴキブリの種類はそのうち1%にも満たない。日本の人家に棲むゴキブリの中で特にコスモポリタンとして世界中に広まっている外来種には、クロゴキブリ・チャバネゴキブリ・ワモンゴキブリなどのようにアフリカ原産だったと推測されているものが多い。これらは寒さには弱く、日本での生息地は北海道と高標高地を除く場所である。しかし1900年代後半頃には人家生のコスモポリタン種は北海道に進出して一年中暖かいビル内などで繁殖・定着している。一方、森林性の種類は在来種のオオゴキブリ・モリチャバネゴキブリ・サツマゴキブリ・ルリゴキブリなどがいるが、在来種のヤマトゴキブリのように人家にも生活の場を広げる例もある。また、コウモリ集団が生息する洞窟で、コウモリの糞にゴキブリやハエ類の幼虫などが集まり、それらの天敵（アシダカグモ・オオゲジなど）も含めた生物群集を形成する場合もある（洞穴生物の項目も参照）。
日中は隙間や物陰などに潜伏し、夜に活動する夜行性を持つが、静かで日の当たらない環境であれば日中に活動することもある。多くの種は特に直射日光が当たらない隙間や物陰、湿った暖かな場所、餌や水が近くにある場所、自分たちの糞で汚れた場所を好む。家住性の種はチャバネゴキブリのように屋内で繁殖する種もいるが、玄関や窓などの隙間から、また段ボールにくっつくなどして屋内へ侵入するタイプが主流である。

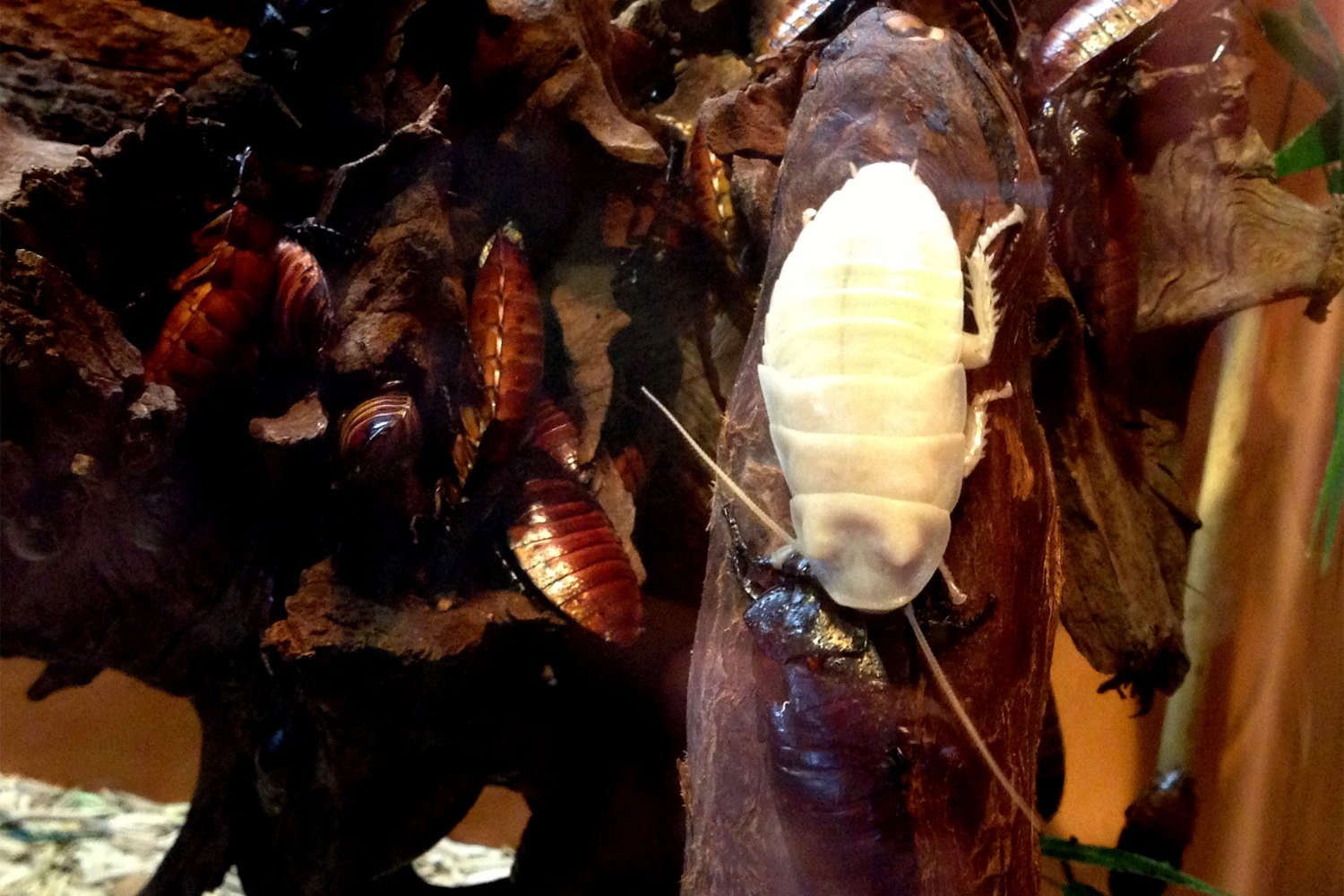
マダガスカルゴキブリ (Gromphadorhina portentosa)の脱皮

幼虫は直腸で分泌される集合フェロモンを糞に混ぜて体外へ排出し、周辺の同種幼虫を呼び寄せて群れて生活する。生活史節で述べた通り脱皮を重ねて成虫となる不完全変態の昆虫で、脱皮回数は種により異なり、チャバネゴキブリは通常6回、ワモンゴキブリは9 - 11回というように差異がある。脱皮後に残る抜け殻は自分で食べることが多い。

### 交尾・産卵

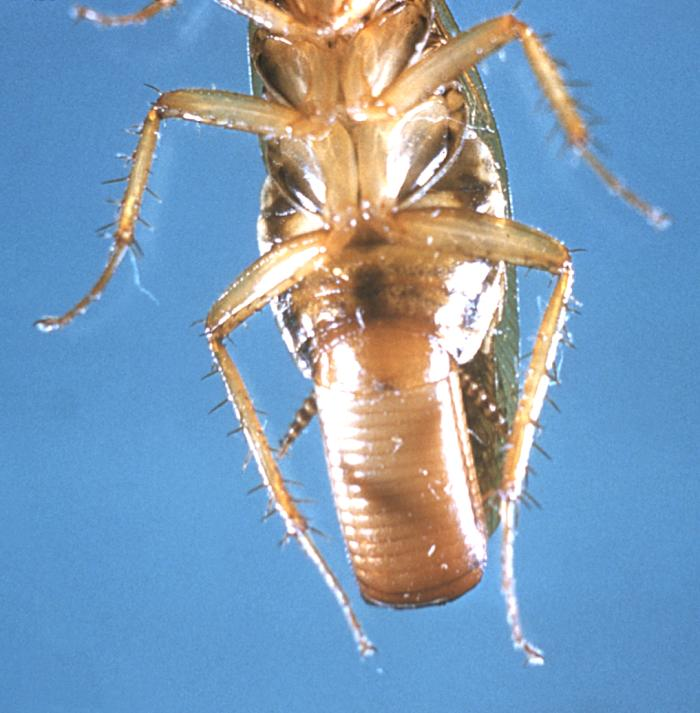
卵鞘を保持するチャバネゴキブリ (Blatella germanica)

羽化した雌成虫は卵巣が成熟しておらず、摂食した栄養素で卵巣の発達と卵の形成を待つ必要があるので、最初の産卵まで1 - 2週間を要する。クロゴキブリ、ワモンゴキブリ、ヤマトゴキブリの場合だと成熟した雌が性的興奮を誘引する性フェロモンを出して雄を誘い、雄は触覚で雌の体に触れて交尾行動へ移る。チャバネゴキブリの場合は雌を発見した雄が触覚を雌の触覚と擦り合わせ、興奮を覚えて配偶行動に移っていく。
一般的な求愛行動は次の通り。雄は雌へ尻を突き出して翅を垂直に展開し、雌は雄の背面から出る分泌物を舐め、この隙に雄は体を雌の下へ滑り込ませて交尾する。この分泌物は体表の脂質中にある不揮発性の性フェロモンで、糖類が混じる。種によって性フェロモンを出さなかったり前交尾行動を挟まないなど流れは微妙に異なり、雄が雌からのフェロモン感知後すぐに交尾器を接触させようとするワモンゴキブリ、雄が雌の背中に這い上がるオガサワラゴキブリ、摩擦音を出して求愛するハイイロゴキブリ、交尾時に雌雄互いに翅を食べ合うクチキゴキブリのような種もいる。
オガサワラゴキブリのような卵胎生種もいるが、基本的に普通卵生であり、複数の卵が入った卵鞘を尾端につけてしばらく持ち運び、適切な場所に産み落とす。クロゴキブリやワモンゴキブリは卵鞘を出し始めてから数日で産み付けるのに対し、チャバネゴキブリは孵化寸前まで卵鞘を保持し続け、その期間は20日程度である。産卵時は前者は湿気の多い場所に産み付けて粘着質な分泌液で固定し（時折紙や木屑などで隠す）、後者は巣の近辺に産み落とす。産卵間隔は1 - 2日の場合も2週間の場合もあり、生涯産む卵鞘数はチャバネゴキブリで4 - 8個、ヤマトゴキブリで7.4 - 19個、クロゴキブリで約17個、ワモンゴキブリで18個以上である。産卵時期はクロゴキブリやヤマトゴキブリは7 - 10月、対してチャバネゴキブリは保温された建物内に生息しており通年産卵すると考えられる。
単為生殖をする種も知られており、有性生殖と比べて繁殖効率が悪かったり、単為生殖だけで世界中に分布しているものまでさまざま。チャバネゴキブリはせず、クロゴキブリの場合は幼虫の発育が悪く、ヤマトゴキブリの場合は幼虫は羽化しないという報告がある。ワモンゴキブリの場合は単為生殖のみの繁殖による集団の維持・拡大が可能だったとする実験結果がある。
繁殖力について、クロゴキブリを例にとると、雌成虫1匹につき卵鞘を10個産卵するとして、うち9個孵化し、平均19匹の幼虫が孵化すると仮定した場合、雌成虫1匹あたり171匹の幼虫が生まれる計算が成立する。チャバネゴキブリはクロゴキブリと比較にならないほど繁殖力が強く、雌成虫が120日間で5回産卵し、それぞれ性別比が等しい40匹の幼虫が孵化し、1年に2世代を繰り返すと仮定した場合、雌雄1対が1年で2万匹に増えるというゴキブリ算が知られる。実際の孵化率や羽化率を考えれば実際のところは2万匹を下回ると考えられるが、クロゴキブリにしろ、チャバネゴキブリにしろ、爬虫類や哺乳類に比べて遥かに高い繁殖力を有するのであり、寿命の短さや天敵による損失を埋め合わせるに足るほどの強さである。

### 耐寒性
ヤマトゴキブリやクロゴキブリのような温帯性のゴキブリ（ゴキブリ属）は屋外での越冬に適した性質を持ち、幼虫は発育の先行している個体から秋以前に発育を休止して越冬し、それまで発育段階がバラバラだったところ、初夏に一斉に羽化する。しかしチャバネゴキブリやワモンゴキブリのような熱帯・亜熱帯種は休眠が知られておらず、温帯以北では暖房効果がないと越冬できない。耐寒性の程度はさまざまで、ヤマトゴキブリは耐寒性があっても、クロゴキブリのように卵鞘は越冬することができない。
摂氏20度・8時間照明の飼育環境下で羽化した成虫をそのまま飼育した実験では、チャバネゴキブリとワモンゴキブリは産卵せず、クロゴキブリは孵化しない卵鞘を産み、ヤマトゴキブリは普通に産卵した。27度下で産卵した個体を20度下で飼育した実験ではチャバネゴキブリは産卵せず、ワモンゴキブリとクロゴキブリは少数個体が産卵し、ヤマトゴキブリは普通に産卵した。
27度で孵化した幼虫を20度へ移した実験では発育途中の3種に対してチャバネゴキブリのみが7 - 8か月で羽化した。5.5度の低温下では耐寒性に最も優れる終齢幼虫でもチャバネゴキブリとワモンゴキブリは40日以内に全滅するが、クロゴキブリは5.5度へ漸減させていくことで終齢幼虫が90日間耐え、ヤマトゴキブリの幼虫は120日間耐えた。

### 食性
上記の通り雑食性であり、特にパン、蒸かしたジャガイモ、米ぬか、稗、バナナ、タマネギなどを好むことが知られる。脱水症状を招く食塩、ハッカなどのハーブの匂いを嫌うという例外はあるが、他にも肉、魚介類、甲殻類、野菜、残飯、ペットフード、ビール、油といったもののほか、人間の髪の毛や垢も餌とする。夜間の都市公園では、鳥の糞やキノコ、未成熟のギンナン、ミミズの死骸、犬の尿、ナメクジの粘液、樹液、樹皮や幹に生えた苔の摂食が観察されている。嗜好性は種類により異なるようで、7種の餌材の嗜好性を比較検討した実験では、チャバネゴキブリやワモンゴキブリは米ぬかを最も好むのに対し、クロゴキブリやサツマゴキブリはマウス固形飼料を最も好み、そしてヤマトゴキブリはドライイーストや煮干し、緑茶を好んだという結果が出ている。また、チャバネゴキブリやクロゴキブリなどは生物分解性緩衝材と水のみで十分成長するとする報告がある。
種類によっては共食いも知られ、ワモンゴキブリやクロゴキブリは餌がない環境下で共食いが観察され、チャバネゴキブリも飢餓状態で本来好まない糞食や死骸食をすると考えられている。このほか、ハワイでは自然界におけるNauphoeta cinereaによるヒノキゴキブリの捕食が知られ、Neoblattellaの種は肉食性・共食い傾向で雑食性とされる。オガサワラゴキブリのように長期間飢餓状態に置かれても共食いが観察されなかった種も知られる。
種によって繁殖に適した餌があるようで、たとえばチャバネゴキブリは与える餌が固形飼料、肉、野菜の順に、クロゴキブリは野菜、固形飼料、肉の順に平均寿命が長く、孵化幼虫数が多かったという試験結果があり、また一定期間同じ餌を摂食していると他の餌を求める、すなわち食べ飽きるという傾向も明らかになっている。
体内に共生する微生物により、窒素排泄物を尿酸として体内に蓄積し、これを共生微生物を介してアミノ酸に戻すことでタンパク質などのアミノ酸態窒素に再利用され、貧しい食環境でも生活できるようになっている。飢餓への耐性は種類によってさまざまで、クロゴキブリの場合は平均1週間以上、ワモンゴキブリは30 - 40日前後で、前者は休眠を挟めば数ヶ月耐えると推測される。こうした絶食耐性は体に含まれる脂肪体の栄養物をエネルギー源として利用するからと思われる。ハイイロゴキブリやブラべラスゴキブリのような野外性の種は更に強い耐性を見せ、老齢幼虫は18週間水・餌なしでも少数個体が生存していたという報告があり、これらは自然界の厳しい環境への適応力の表れと見られている。

### 寿命
生育期間や寿命は種により、また気温などの環境条件によりさまざまである。特に寿命は越冬休眠をする種としない種で大きく異なり、越冬休眠するクロゴキブリの場合は3年を超える可能性があり、逆にしないチャバネゴキブリは4か月から8か月前後である。気温条件を例にあげれば、チャバネゴキブリを例にとると幼虫期間は摂氏27度で40 - 46日、26度で69 - 70日というように変化し、ワモンゴキブリを例にとると環境温度によって成虫期間が100日から700日と幅広くなる。オオゴキブリは6年生きる長寿な昆虫として知られる。

### 天敵

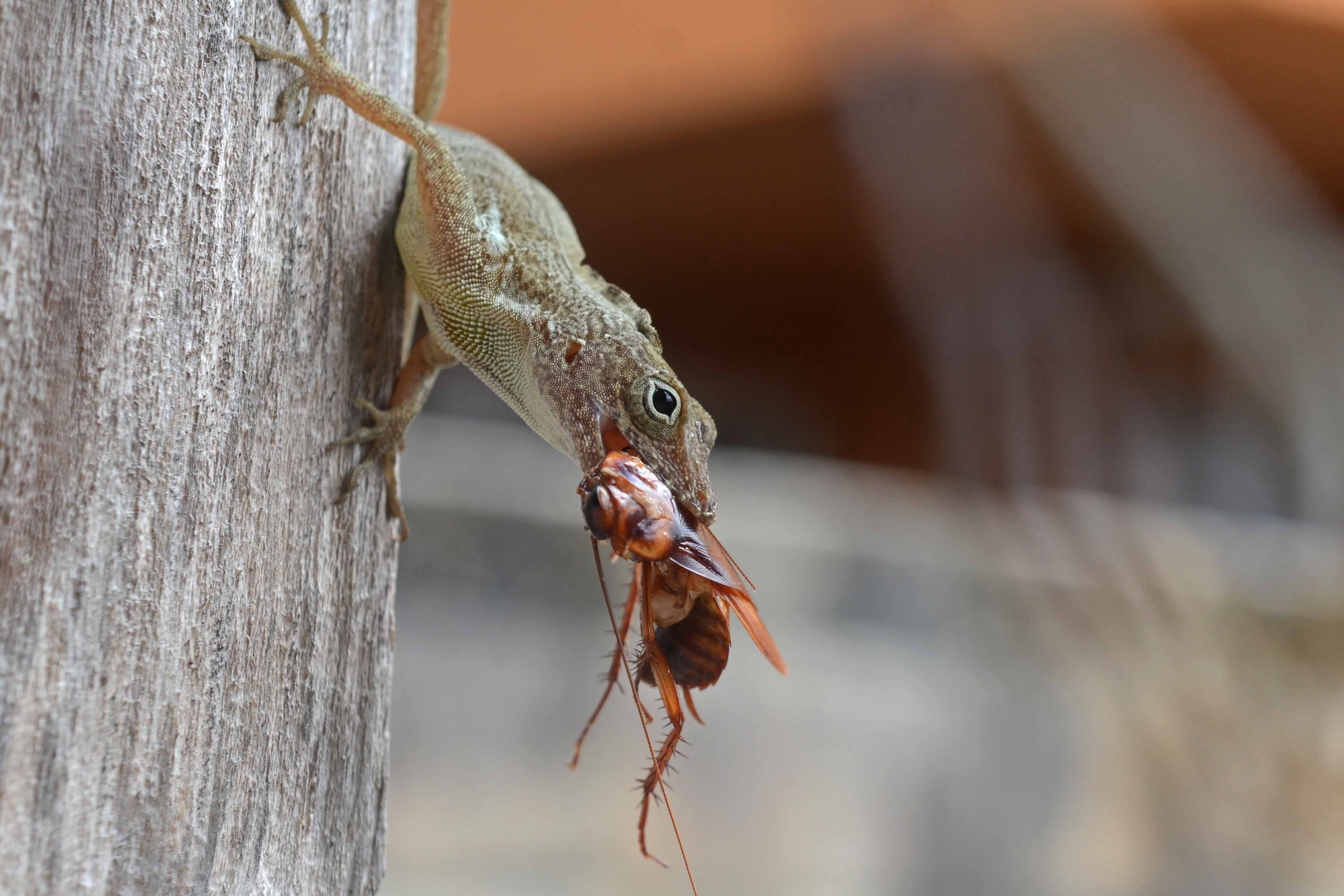
ゴキブリを捕食するトカゲ (Anolis cristatellus)

ゴキブリ類を捕食する生物として、屋内においては主にアシダカグモ、ムカデ、ヤモリ、ネズミが挙げられ、ペットとして飼育されるハムスターやネコも狩ることがある。特にアシダカグモは1匹が一夜で20匹以上に食いついたという報告もある。
屋外においては主にハエトリグモやトカゲ、ゲジを天敵とするが、屋内と比べて天敵によるリスクは大きく、哺乳類をはじめ、鳥類や昆虫類なども捕食者に挙げられる。中にはゴキブリを奴隷化するエメラルドゴキブリバチやセナガアナバチ、卵鞘に卵を産み付けるゴキブリヤセバチやゴキブリコバチといった寄生蜂、朽木中に生息するゴキブリに取り付くヒュウガゴキブリダケといった冬虫夏草の存在も知られる。寄生虫の中間宿主となることもある。
これら天敵を防除に活用できないか検討されることがある。サトセナガアナバチ（セナガアナバチ科セナガアナバチ属のハチ）に関して言えばクロゴキブリ・ワモンゴキブリなど家屋性の種を狩り幼虫の餌にするが、天敵としての期待は薄いとされ、同属のエメラルドゴキブリバチもゴキブリ防除を目的にハワイへ人為的に移入されたが失敗に終わっている。

## 分類
ゴキブリ目はカマキリ目と近縁で、合わせて網翅類 (Dictyoptera) を成し、網翅目として扱われることもある。網翅目とする場合、ゴキブリ目はゴキブリ亜目となる。
古くは現在のバッタ目、ナナフシ目、ゴキブリ目、カマキリ目を1目とし、網翅目または直翅目と呼ぶこともあった。しかし実際は、バッタ目とナナフシ目、ゴキブリ目とカマキリ目はそれぞれ近縁だが、両グループは近縁ではなく、このような分類は現在ではなされない。
シロアリは長らく独立して等翅目として扱われてきたものの、2007年に分子系統解析に基づいてゴキブリ目への分類が提言された。2016年時点ではシロアリはゴキブリ目に含められ、Epifamily Termitoidaeとしてキゴキブリ (Epifamily Cryptocercoidae)　の姉妹群に位置づけられている。日本直翅類学会 (2016) もまた、シロアリ目はキゴキブリ科の姉妹群とする一方で、シロアリ類をシロアリ目 (Termitoidae) とする。
分類体系についてはさまざまな説がある。朝比奈 (1991) は一部の亜科（マルゴキブリ亜科、オガサワラゴキブリ亜科、ハイイロゴキブリ亜科、マダラゴキブリ亜科）を独立した科として扱っている。
以下、Beccaloni, G.W. (2014-) のCockroach Species Fileによる。和名は小林益子 (2021) や朝比奈正二郎 (1991) を参考にした。
- オオゴキブリ上科 Blaberoidea
  - オオゴキブリ科（ブラベルスゴキブリ科） Blaberidae
    - ドクロゴキブリ亜科 Blaberinae
      - Blaberus属など23属

    - 亜科 Diplopterinae
      - Diploptera属

    - マダラゴキブリ亜科 Epilamprinae
      - Epilampra属、サツマゴキブリ属 (Opisthoplatia) 、マダラゴキブリ属 (Rhabdoblatta) など48属

    - 亜科 Geoscapheinae
      - Geoscapheus属など4属

    - 亜科 Gyninae
      - Gyna属など5属

    - ハイイロゴキブリ亜科 Oxyhaloinae
      - Oxyhaloa属、ハイイロゴキブリ属 (Nauphoeta) など17属

    - パンクロラ亜科 Panchlorinae
      - Panchlora属など5属

    - オオゴキブリ亜科 Panesthiinae
      - オオゴキブリ属 (Panesthia) 、クチキゴキブリ属 (Salganea) など7属

    - 亜科 Paranauphoetinae
      - Paranauphoeta属

    - マルゴキブリ亜科 Perisphaerinae
      - Perisphaeria属、マルゴキブリ属 (Corydidarum) など18属

    - オガサワラゴキブリ亜科 Pycnoscelinae
      - オガサワラゴキブリ属 (Pycnoscelus) 、Proscratea属、Stilpnoblatta属

    - 亜科 Zetoborinae
      - Zetobora属など14属

    - 亜科に属さない22属

  - チャバネゴキブリ科 Blattellidae
    - 亜科に属さないチャバネゴキブリ属 (Blattella) 、クロモンチビゴキブリ属 (Anaplecta) 、チビゴキブリ属 (Anaplectella) 、キョウトゴキブリ属 (Asiablatta) 、ウスヒラタゴキブリ属 (Balta) 、ヒメクロゴキブリ属 (Chorisoneura) 、ホソモリゴキブリ属 (Episymploce) 、ヨウランゴキブリ属 (Imblattella) 、フタテンコバネゴキブリ属 (Lobopterella) 、ツチゴキブリ属 (Margattea) 、ウスヒラタゴキブリ属 (Onychostylus) 、ヒメモリゴキブリ属 (Sigmella) 、チャオビゴキブリ属 (Supella) 、モリゴキブリ属 (Symploce) など77属（絶滅したCaligoptera属含む）

  - 科 Ectobiidae
    - 亜科 Ecobiinae
      - Ectobius属など13属含む

    - 亜科 †Ectootiinae
      - †Ectoovia属

    - 亜科に属さない62属+Lanta属

  - 科 Nyctiboridae
    - 亜科に属さないNyctibora属など10属

  - 科 Pseudophyllodromiidae
    - 亜科に属さない55属
- ゴキブリ上科 Blattoidea
  - 科 Anaplectidae
    - 亜科 Anaplectinae
      - Anaplecta属、Maraca属

  - ゴキブリ科 Blattidae
    - 亜科 Austrostylopyginae
      - Austrostylopyga属

    - ゴキブリ亜科 Blattinae
      - コバネゴキブリ属 (Blatta) 、イエゴキブリ属 (Neostylopyga) 、ゴキブリ属 (Periplaneta) など24属

    - 亜科 Eurycotiinae
      - Eurycotis属、Pelmatosilpha属

    - 亜科 Hebardininae
      - マルバネゴキブリ属 (Hebardina)

    - クロツヤゴキブリ亜科 Polyzosteriinae
      - Polyrosteria属、クロツヤゴキブリ属 (Melanozosteria) など24属

    - 亜科に属さないBundoksia属、†Karatavoblatta属

  - キゴキブリ科 Cryptocercidae
    - キゴキブリ亜科 Cryptocercinae
      - キゴキブリ属 (Cryptocercus)

  - 科 Lamproblattidae
    - 亜科 Lamproblattinae
      - Lamproblatta属、Lamproglandifera属、Eurycanthablatta属

  - 科 Termitidae
    - 亜科 Termitinae
      - Termes属

  - 科 Tryonicidae
    - 亜科 Tryonicinae
      - Tryonicus属、Lauraesilpha属

  - †Hypercercoula属
- 上科 †Caloblattinoidea
  - 科 †Raphidiomimidae
    - †Chuanblatta属、†Paekthoblatta属
- ムカシゴキブリ上科 Corydioidea
  - ムカシゴキブリ科 Corydiidae
    - ムカシゴキブリ亜科 Corydiinae
      - Corydia属、ルリゴキブリ属 (Eucorydia) など19属

    - 亜科 Euthyrrhaphinae
      - Euthyrrhapha属

    - ツチカメゴキブリ亜科 Holocompsinae
      - ツチカメゴキブリ属 (Holocompsa) 、†Sajda属

    - 亜科 Latindiinae
      - Latindia属など10属

    - 亜科 Tiviinae
      - Tivia属、Simblerastes属、Sphecophila属

    - 亜科に属さない12属（絶滅した3属を含む）

  - 科 †Liberiblattinidae
    - †Liberiblattina属など8属

  - 科 †Manipulatoridae
    - †Manipulatoides属、†Manipulator属

  - ホラアナゴキブリ科（ホラズゴキブリ科） Nocticolidae
    - ホラアナゴキブリ属 (Nocticola) など9属

  - 科 †Olidae
    - †Olenablatta属

  - †Bimodala属
- †Blattulidae科
  - †Blattula属、†Elisama属、†Habroblattula属
- †Mesoblattinidae科
  - 亜科 †Mesoblattininae - 7属
  - 亜科に属さない8属
- †Umenocoleidae科
  - †Petropterix属、†Vitisma属
- †Artitocoblatta属

## おもな種類

### 日本産

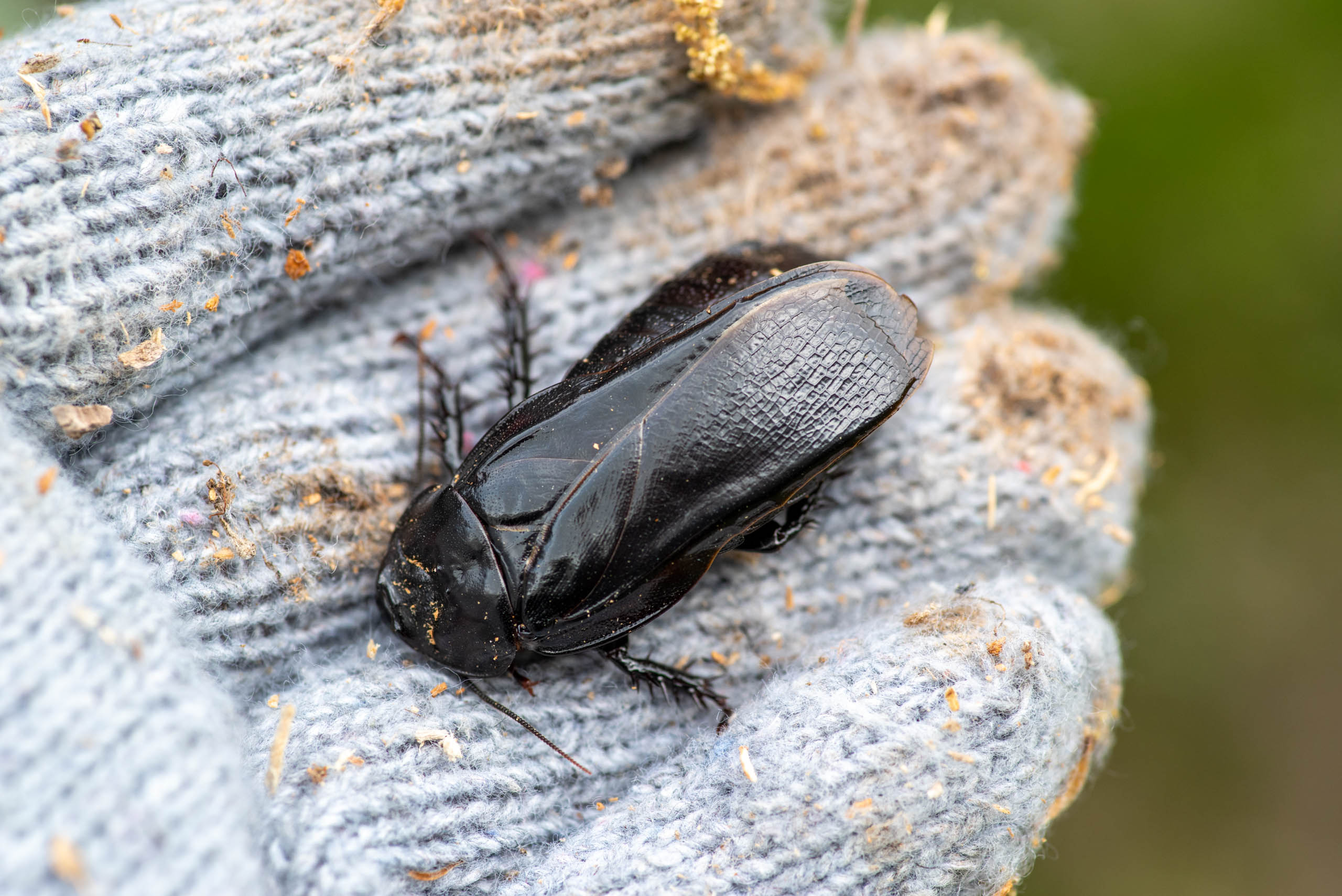
Panesthia angustipennis spadica　（2021年 奈良県）

クロゴキブリ Periplaneta fuliginosa (Serville, 1839)
【外来種】体長30 mmほどで、体はつやのある黒褐色。関東地方以南の西日本ではチャバネゴキブリと並んでよく見かけられる種類だが、北日本では少ない。チャバネゴキブリと比べ野外活動性が高く、隣家よりの進入も多い。日本以外では台湾、中国などに分布するが、アメリカ合衆国にも移入している。
ワモンゴキブリ Periplaneta americana (Linnaeus, 1758)
【外来種】クロゴキブリに似て、さらに大型で、体長40 mmを越える。全身の色は明るく、胸には黄色い輪の模様があることからその名がある。性質は極めて活発でよく飛び、しかも攻撃的。沖縄など南西諸島でよく見られる。九州以北においても、温泉街などの暖かい所に侵入している例がある。
コワモンゴキブリ Periplaneta australasiae (Fabricius, 1775)
【外来種】南西諸島、伊豆諸島、小笠原諸島、九州でみられ、北海道札幌市や東京都でも偶発的な記録がある。
トビイロゴキブリ Periplaneta brunnea (Burmeister, 1838)
【外来種】日本では1960年に初めて確認され、各地で局所的な記録がある。
ヤマトゴキブリ Periplaneta japonica (Karny, 1915)
関東、中部、東北で多くみられ、九州、北海道南部には人為的に生息する。体長は20 - 30 mmほど。オスはクロゴキブリと似るが、メスは翅が短く飛べない。おもに森林に生息するが、オスは人家に飛んでくる。
チャバネゴキブリ Blattella germanica (Linnaeus, 1767)
【外来種】体長15 mmほどの小型種。体はつやのある黄褐色で、胸部に2本の太くて黒い帯がある。全世界の建造物に分布するが比較的寒さに弱く、人家よりはビルなどの24時間温度の安定した場所を好む。
モリチャバネゴキブリ Blattella nipponica (Asahina, 1963)
朝比奈 (1991) によると、種子島を南限に、日本海側は石川県にかけて、太平洋側は千葉県にかけて分布する。海岸から平地に分布する傾向がある。
ヒメチャバネゴキブリ Blattella lituricollis (Walker, 1868)
九州、南西諸島、小笠原諸島に分布する。
キョウトゴキブリ Asiablatta kyotensis (Asahina, 1976)
新潟県、東京都、滋賀県、愛知県、大阪府、宮城県などで記録がある。
キスジゴキブリ Symploce striata striata (Shiraki, 1906)
神奈川県、大阪府、兵庫県、和歌山県などで記録がある。幼虫は枯れた植物体の堆積物や湿った粗朶などに多く、越冬して5 - 6月に成虫となる。人家付近で採集されることも多いが、家屋へ侵入した例は知られていない。ヤエヤマキスジゴキブリ (Symploce yayeyamana sp. nov.) という酷似する種も知られるが、こちらは尾端部の構造が異なり別種とされる。
オオゴキブリ Panesthia angustipennis spadica (Shiraki, 1906)
青森県（白神山地）から九州にかけて生息する大型種で、成虫の体長は約40 mm。本種の属するオオゴキブリ属は森林の林床部で倒木などの朽木中に生息し、主にそれらの材を食する。亜種にP. a. yaeyamaensis Asahina, 1991がおり、こちらは八重山諸島に分布する。ただしこの亜種は本種のシノニムとされることもある。
サツマゴキブリ Opisthoplatia orientalis (Burmeister, 1838)
体長25 - 40 mmで、日本、インド、中国、台湾、マカオ、インドネシアなど、アジアを中心とした熱帯・亜熱帯域に分布する。翅が退化しており、木造家屋内へ定着することから衛生害虫として扱われつつも、主に野外に生息する。害虫としての重要性は低いと考えられてきたものの、2010年代になって分布拡大や衛生面での問題が指摘されており、ペットローチとしても流通していることから屋外へ脱走して定着する可能性も懸念される。体は黒褐色だが胸部が黄白色、腹部が赤褐色で縁取られる。
ヤエヤママダラゴキブリ Rhabdoblatta yayeyamana
石垣島と西表島に分布する。体長50 mm近くにもなる日本最大のゴキブリ。昼間は樹洞などに潜んでおり、夜間活動する。幼虫は沢沿いの石の下などにおり、短時間の潜水行動も可能。
オガサワラゴキブリ Pycnoscelus surinamensis (Linnaeus, 1758)
【外来種】原産地はアジア。世界では熱帯・亜熱帯域に、日本では鹿児島県から南西諸島、小笠原諸島などに分布する。形態的に似る種にPycnoscelus indicusが知られ、同一地域に混生すらするが、こちらは両性生殖なのに対して本種は単為生殖を可能とする。
ハイイロゴキブリ Nauphoeta cinerea (Olivier, 1789)
【外来種】原産地はアフリカで、熱帯地域周辺に見られ、日本では南西諸島に分布する。害虫扱いされる一方で、ペットの餌として飼育されることもある。

### 日本国外産

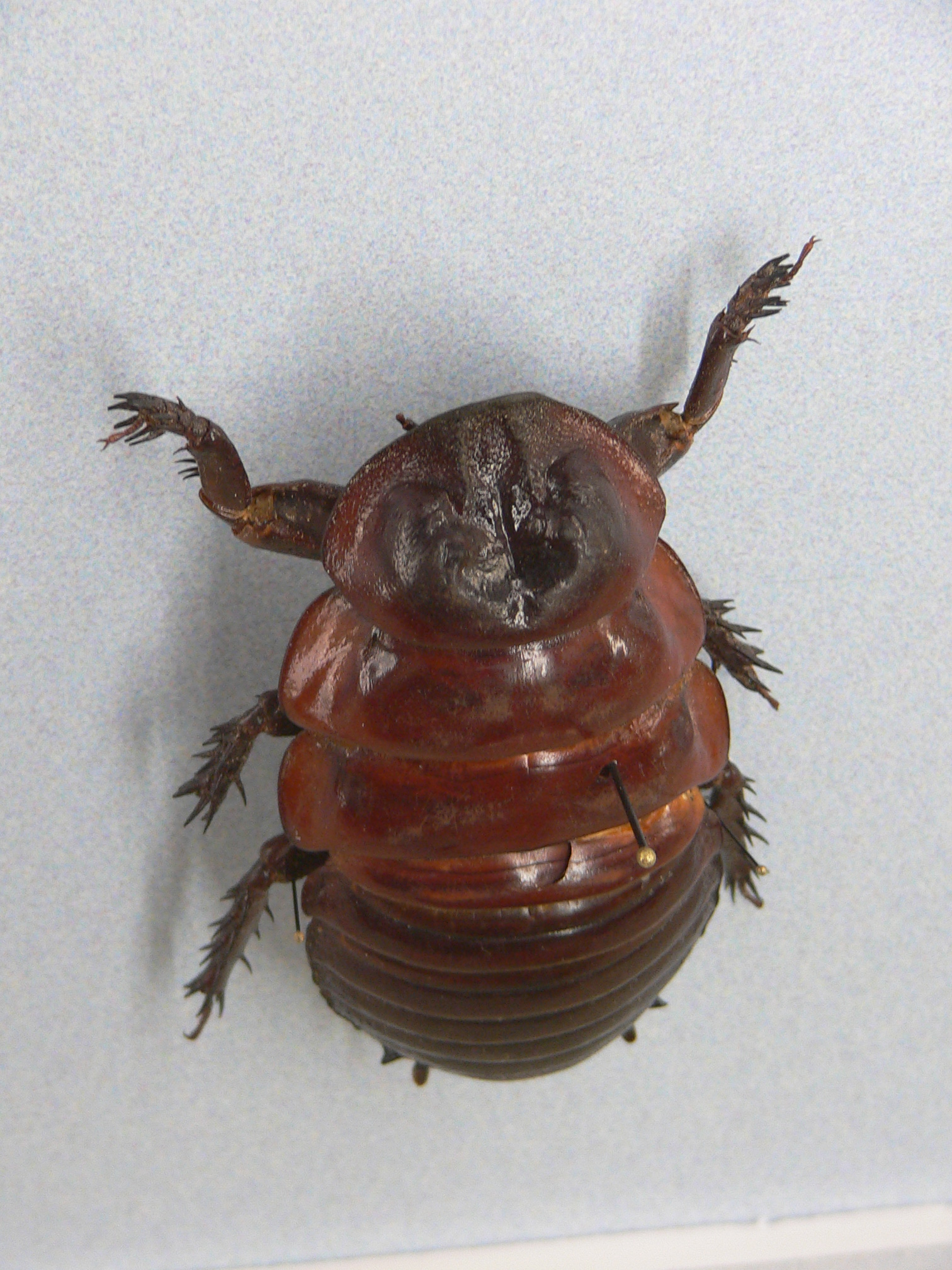
ヨロイモグラゴキブリ

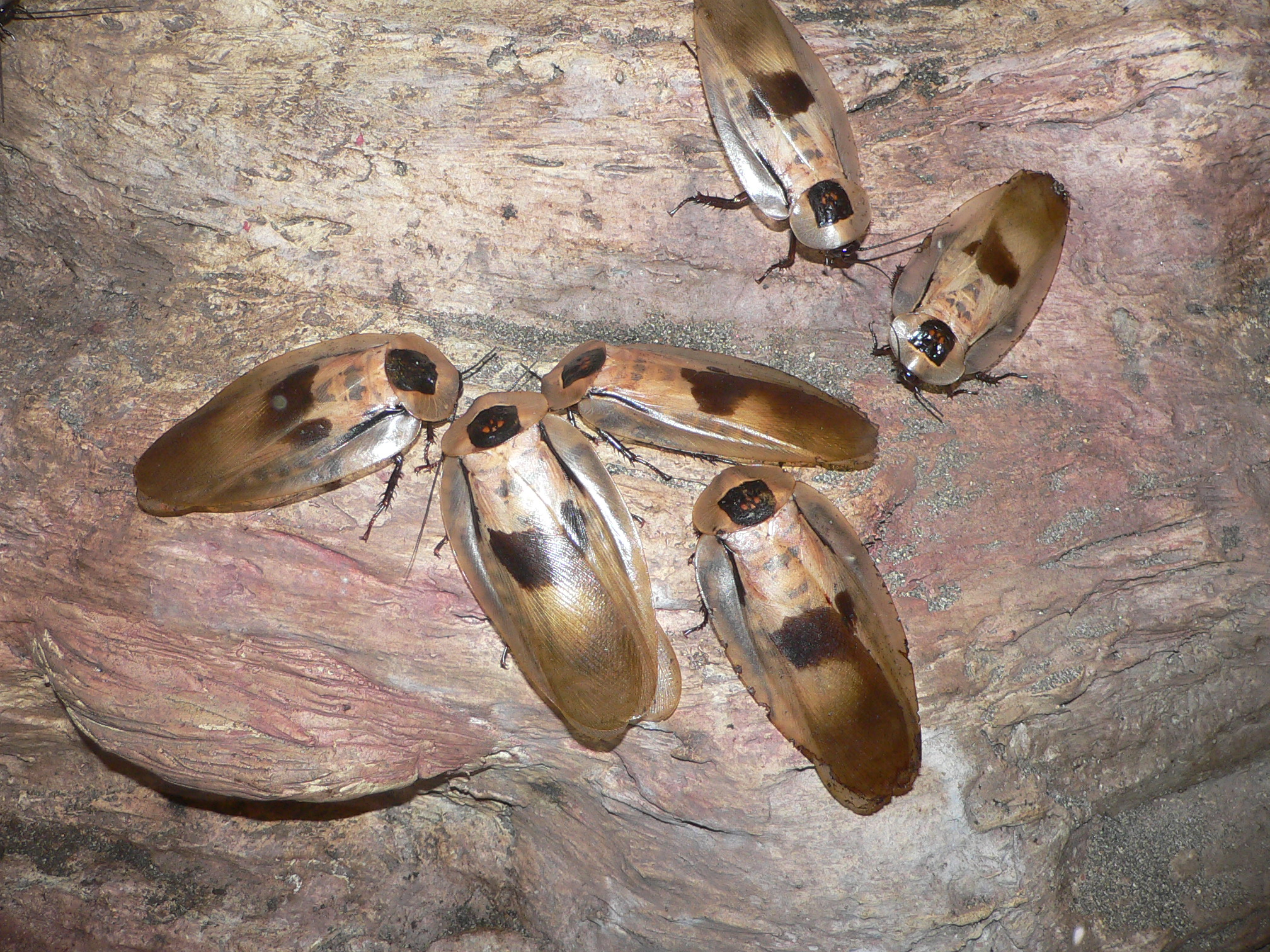
オオメンガタブラベルスゴキブリ

トウヨウゴキブリ Blatta orientalis Linnaeus, 1758
原産地はロシア南部とされ、温暖な地域に分布する汎世界種である。
マダガスカルオオゴキブリ Gromphadorrhina portentosa Schaum, 1853
マダガスカルに生息する屋外ゴキブリで、果実や草花を主食とする林床生息種。体長最大75 mm、体重最大23グラムにもなる大型種。光沢のある茶色で卵形、雌雄ともに無翅で雄は胸に二つの突起をもつ。英名はMadagascar Hissing Cockroachで、このHissingはシュッシュッと音を立てるという意味があり、その名の通り気門から空気を出して音を出す。卵鞘を体内で孵化させる独特な産卵形態を持つ。
マダガスカル島に生息するゴキブリのうち、ペットとして飼育が確立されたものはマダガスカルゴキブリと総称され、日本では1科4属8種がこの名義で流通している。
ヨロイモグラゴキブリ Macropanesthia rhinoceros Saussure, 1895
オーストラリアに生息する地中種で翅はなく、前肢は穴を掘りやすい熊手状に変化している。世界のゴキブリ類随一の重さを持ち、30グラムを超える個体も知られる。オーストラリアではペット用ゴキブリとしての地位を確立している。地中に巨大な巣を作り家族単位で生活をする（亜社会性）。餌は枯れ葉。動きは遅く頑丈で力強い。
ブラベルス　クラニファー"ブラックウィング" Blaberus craniifer Burmeister, 1838
ドクロゴキブリと呼ばれるブラベルスの一種。体長7+ cmの北米最大種で、前翅は黒く、時々真ん中辺りに茶色の模様を伴う。英名はDeath's Head Cockroachで、前胸背板にDeath's headと形容される特徴的な斑点がある。
オオメンガタブラベルスゴキブリ Blaberus giganteus Linnaeus, 1758
最大6インチ（15 cm）まで成長する世界最大種の1つ。
ガイアナオオゴキブリ Blaberus discoidalis Serville, 1838
小型のブラベルス。ディスコイダリスとも呼ばれ、アメリカ合衆国では爬虫類やタランチュラなどの餌用に養殖されている。
アルゼンチンモリゴキブリ Blaptica dubia Serville, 1838
南アメリカ原産種。体長45 mmほどになる。雌は翅が退化している。デュビアとも呼ばれ、昆虫食のペットの餌として利用されることが多い。ゴールデンデュビアという人為的に交配させた黄色味の強い系統も知られる。
グリーンバナナローチ Panchlora nivea Linnaeus, 1758
中央アメリカ、南アメリカに分布し、体長は約12 - 24 mm。鮮やかなエメラルドグリーン色の体を持ち、黄色の縁も見られ、ペットとしても流通する。
ジャイアントウッドローチ Archimandrita tesselata Rehn, 1903
ブラベルス属に近縁なアルキマンドリタ属に分類される。体長70 mm前後になるが幅があり、ブラべラス属の大型種よりも巨大にみえる。
ユウレイゴキブリ Eublaberus posticus (Erichson, 1848)
ニカラグアからペルー・ブラジルにかけて分布する。オレンジヘッドローチの名で販売される中型種。肉食性が強くたまに共食いをしたりするので、飼育する時はドッグフードなどを与える。
フミガタゴキブリ Byrsotria fumigata Guérin-Méneville, 1857
キューバン・ブローイングローチやフミガタ・ローチとも。キューバに生息する黒色の地中性ゴキブリ。雌雄異型で雌は翅が短い。本種含むByrsotria属は記載された3種ともにペットローチとして流通している。
ナンベイオオチャバネゴキブリ Megalobltta longipennis Walker, 1868
チャバネゴキブリ科の大型種。翅を持つゴキブリ類としては世界最大種で、翼開長は20 cmにもなる。
トルキスタンゴキブリ Periplaneta lateralis (Walker, 1868)
【外来種】大阪府での記録があり、定着の可能性は低いとされたが、兵庫県などでは定着が確認されている。「レッドローチ」という通称でペット用生餌として利用されている。体長19 - 25 mm。爪間盤が退化しており、表面に凹凸のないプラスチックなどの壁は上れない。雄は滑空可能だが雌は無翅のためできない。

## 人間との関わり

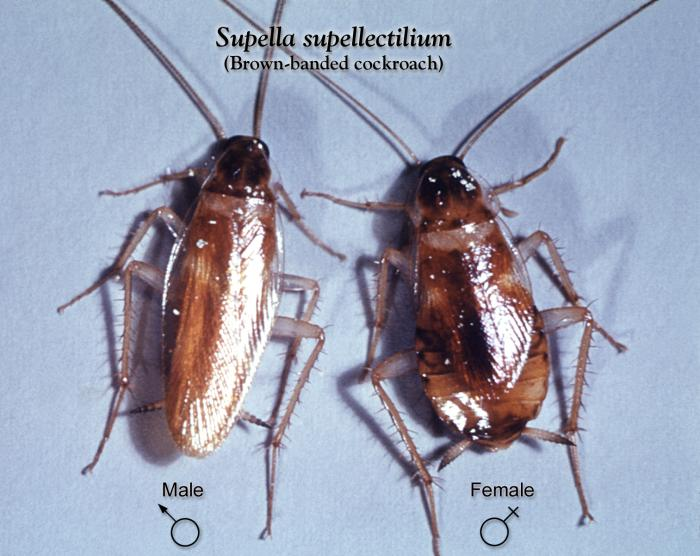
チャオビゴキブリ (Supella (Supella) longipalpa)

人間とゴキブリがいつから関わりを持ち始めたのかについて、安富和男は「人類が火を使いはじめた頃ではないか」と、石井象二郎は「人類が穴ぐらのような住居に住み、食糧を蓄えるようになってからではないか」と、それぞれ著書に書き記している。日本においては、古くは約4,300年前頃の縄文土器から卵の跡が見つかっており、縄文時代中期から後期には既に現代日本で見られるようなゴキブリの棲み分けが成立していたと考えられている。
その独特な姿や光沢、素早さ、飛翔する点、不衛生というイメージから嫌う人は少なくなく、生命力があることを指して「ゴキブリ並みのしぶとさ」という比喩表現もある。アメリカ合衆国の人々の方が日本よりもゴキブリを嫌う傾向が強いという比較調査結果もある。一方で、世界的には必ずしも害虫扱いされているわけではなく、ペットや食用に利用されることもある。

### 直接的な加害
通常ゴキブリが人間に噛みつくことはないが、必要に迫られて自衛手段として噛み付くことがあり、このとき人間は相当な痛みを知覚する。南米では寝ている子供の睫毛を食い荒らし、大人の足の爪も齧ることが知られるほか、日本でも奄美大島や青ヶ島で寝ている人の手や顔に食いついて傷跡が化膿する例が知られる。また耳や鼻の中に入って摘出された事例もあり、耳の中で産卵した事例さえある。

### 病害との関わり
下水や排水口といった不衛生な場所を伝って家屋内へ侵入し、雑菌が繁殖しやすい場所を餌場としていることからさまざまな菌が付着しており、糞や死骸も雑菌を含み、サルモネラ菌や赤痢菌、ピロリ菌やO-157を媒介する恐れがある。疾病の媒介者としてよりかは不快害虫としての性格が強く、ノミやネズミほどハッキリと媒介者に位置づけられてもいないが、不衛生な環境にも往来するので病原体や寄生虫の機械的・生物学的な伝播に関わる。日本では建築物衛生法で建築物環境衛生管理基準が規定されており、この中でゴキブリが病原微生物を媒介する動物の1つとして挙げられ、防除に努めるべきとされている。
人間以外では、Sarcocystis falcatulaのスポロシストがゴキブリ経由で野外飼育のオウム類に感染した事例が報告されたり、鶏のコクシジウム症発症に関与する可能性が示唆されるなど、病原体伝搬で一定の役割を果たしていると考えられる。
ゴキブリアレルギーが報告されてからは吸入性アレルゲンとして注目されるようになった。アメリカ合衆国では特に貧困層の住宅密集地域でゴキブリアレルゲンが多く検出され、アレルギー患者数も多い。喘息の増悪因子・発症因子としても知られ、ゴキブリアレルギー持ちの喘息による発作入院が比較的多いことや、ゴキブリアレルゲンが多く検出される家屋内の子供は喘息を新たに発症しやすいことが報告されている。また、小児喘息の3分の1はゴキブリをアレルゲンとするものだという報告がある。世界的には最も重要な昆虫アレルゲンとして考えられている一方で、日本においては室内環境アレルゲンとしての重要性は国外ほど高くないと考えられる。

### 食害・糞害
雑食性で動物質・植物質を問わず食害する。紙、皮や羊皮紙、布製品、ゴムやプラスチック製品も食害する。書籍、屏風、掛軸などの紙質文化財に対しての食害のほか、糞による汚染害も知られる。

### 食用・薬用
ほぼ全世界（日本、中華人民共和国、ベトナム、タイ王国、ナイジェリア、カメルーン、コンゴ、メキシコ、ブラジル、イギリス）の一部地域の先住民族によって、広く食用として利用されてきた歴史がある。ただし、甲虫類やバッタ類、ハチ類などと比べれば、ゴキブリを食べる地域やその消費量は少ないといえる。
清潔な環境下で育成すれば臭みも少なく、種類によっては可食部も大きい。卵鞘も揚げて食べたり麹にしたりすることができる。調理法の例としては、主にアジアにおける素揚げ、炒め物、唐揚げ、塩焼き、天ぷらが挙げられ、18世紀頃のイギリスではジャムにされたという。ゴキブリの唐揚げを食べた人の話によれば、食味はシバエビに似ており、食べられない味ではないとのことだが、少なくとも日本ではゲテモノ料理の扱いである。
特にアルゼンチンモリゴキブリ、マダガスカルヒッシングローチ、トルキスタンゴキブリの3種は食用3大ゴキブリと言われる。このうちアルゼンチンモリゴキブリは乾燥重量100グラムあたりの栄養成分が分析されており、それによればエネルギーは461キロカロリー、タンパク質は75.0グラム、脂質は17.8グラム、炭水化物は0.2グラム、n-6系多価不飽和脂肪酸は2.37グラム、カルシウムは95ミリグラム、鉄4.8ミリグラム、亜鉛は22.9ミリグラム、銅は1.46ミリグラム、水分は2.5グラムで、タンパク質に富んで高脂質、n-6系多価不飽和脂肪酸も同量の牛もも肉より多く含まれる。
またこれらの食べ方は食用種や野生種の話であり、一般家庭の台所などから見つかる個体はいくらか雑菌を抱えており、これを食べることは食中毒などの病気を招く危険性がある。生き餌として流通する種も同様で、食べる場合は1週間の絶食期間を置いて加熱調理する必要がある。ゴキブリを口にした人間や犬猫は、ゴキブリを中間宿主とする条虫に寄生される場合も有る。
薬用としては古代ギリシャでゴキブリの混合液を耳の穴に入れて鎮痛に使うという内容が薬物誌に記されるのをはじめとして、欧米で広く乾燥粉末が胸膜炎・心膜炎の治療薬として使われたほか、ロシアではコバネゴキブリの粉末を利尿剤として、アメリカ合衆国ルイジアナ州では黒人の間でゴキブリ茶が破傷風に効き、ニンニクと一緒に揚げたものは消化不良によいと信じられていた。ほか、ペルーのイキトスではゴキブリを漬けた酒がインフルエンザの特効薬として、ブラジルのパンカラレ族はワモンゴキブリの煮出し汁を腹痛薬として、ジャマイカでは焼いた灰を子供の駆虫薬として、というように用いられていた。
中国では神農本草経を始めとする多くの医学書で「䗪虫」「地鼈虫」「土鼈虫」「土中」「臭中母子」などの名前でゴキブリが紹介されており、粉末単体ないし他の生薬と混ぜて処方された。代表例はサツマゴキブリやシナゴキブリで、血流改善作用や腫れの解消が期待されていたほか、トウヨウゴキブリ、ワモンゴキブリ、コワモンゴキブリ、チャバネゴキブリも解毒作用や腫れを減少させる薬効があると考えられていた。シナゴキブリは土鼈虫、蘇土元、大土元、漢土元、サツマゴキブリは東方后片蠊や金辺土鼈、プランキーサバクゴキブリ (Polyphaga plancyi) は冀地鼈と呼ばれ、いずれも使われるのは雌である。
中でもサツマゴキブリは現代中国でも医薬品の規格基準書となる薬典にこれが配合された中成薬が掲載されており、肝炎などに処方されたり、盛んに養殖されたりする。養殖の例として、四川省西昌市では薬用の大規模養殖を行っており、年産は60億匹に上る。薬効は腹痛や滋養強壮で、抽出エキスは100ml瓶2本あたり50元で販売されている。
日本では平安時代に漢和辞典の新撰字鏡、薬物事典の本草和名、医学書の医心方にそれぞれ於女虫として薬用ゴキブリに関して記述が見られる。これもまたサツマゴキブリやシナゴキブリを指し、中国から輸入されたものが主に使用されたと考えられている。サツマゴキブリは現在でも漢方薬局で販売されることがある。

### 実験動物
簡単に飼育でき、強い飢餓耐性を持ち、少しの傷を受けても死亡しにくいことから、実験用の昆虫として世界各地の大学や農薬会社の研究室で飼育されており、昆虫生理学の教科書でも多く引用される。昆虫学の基礎的研究などで用いられ、具体的な研究例としてはワモンゴキブリを使った体内時計の研究や光に対する学習行動の研究などが知られる。また殺虫剤メーカーなどでは殺虫剤の効用や作用機序、抵抗性についての研究に使われ、アレルゲンの研究対象ともされる。
環境のモニタリングや災害発生時の捜索救難に役立てるべくサイボーグ化する研究の動きがあり、2022年時点では無線を利用した運動制御システムと言うに留まるが、センサーやカメラの搭載などの工夫次第で活用できることが期待されている。

### 生餌
爬虫類や大型淡水魚、小型哺乳類といった、昆虫を捕食するペットの生餌として利用されることが多く、生餌用に養殖している業者が存在する。主に繁殖が容易で動きが緩慢なアルゼンチンモリゴキブリ（デュビア）やトルキスタンゴキブリ（レッドローチ）の2種が用いられる。他にはマダガスカルオオゴキブリ、ハイイロゴキブリやその他の種が用途に合わせて餌として使われることもある。

### ペット
ゴキブリ研究者の柳澤静磨は成虫も幼虫も同じ環境でまとめて飼育できること、与える餌に困ることがないことを理由に、ペットとするのに優れている虫だとしている。ゴキブリを愛玩目的で好んで飼育する愛好家も存在し、そのような愛玩目的のゴキブリを俗にペットローチと呼ぶ。日本では2000年頃から昆虫食の爬虫類や高級観賞魚の飼育がブームになったとき、海外の大型ゴキブリが生き餌として輸入されたことをきっかけにペットとして飼育する文化が広がった。2010年時点では国内で流通・飼育などで確認できる36属60種程度の国外種がおり、特にマダガスカルゴキブリやヨロイモグラゴキブリのような大型種が有名。「体長が大きい」「翅が無い」「動きが遅い」「変わった形をしている」「色が綺麗」「繁殖が容易」「希少種」といった特徴がペットローチとなる素質として挙げられる一方で、害虫扱いされるクロゴキブリやワモンゴキブリもペットとして取引されるようになっている。
具体的な人気種としては、前述のマダガスカルゴキブリやヨロイモグラゴキブリのほか、グロウスポットローチ (Lucihormetica verrucosa) 、グリーンバナナローチ (Panchlora nivea) があり、デュビア (Blaptica dubia) も扱いやすい種類として挙げられる。反面、こうしたペットローチが屋外へ脱走して定着する可能性が懸念されている。千葉県では輸入された国外種が野外に放たれたと見られる例が確認されている。

### 民俗・芸術
一般には悪魔的に見られ、アイルランドではゴキブリの姿をした魔女が疫病をもたらすとされ、イギリスではゴキブリが人体内部で繁殖したという話が伝わる。一方日本の秋田県では台所のゴキブリをカマドムシとして駆除するべきではないと言われたり、ロシアやフランスではゴキブリが家の中にいるのは幸運の印だとする伝えもあり、一概に嫌われていたとは言い難い。高度経済成長期以前の日本ではゴキブリは豊かな家でしか生きられず、野口雨情の出身地ではチャバネゴキブリのことをこがねむしと呼んで金が貯まる縁起物とされ、作詞を務めた童謡こがねむしもチャバネゴキブリのことを指している。
大衆文化においてはゴキブリをテーマにした作品がいくらか知られる。
- メキシコにはゴキブリを意味する"ラ・クカラーチャ"という民謡がある。
- 日本では、ゴキブリは『あぶらむし』として、俳句で夏の季語にもなっている。

## 主な防除方法
ゴキブリの防除には、市販の薬品使用から直接攻撃まで多岐に渡る。しかし、幅広い食性や環境への適応力といった形態的・生態的特性から、ゴキブリを根絶するのは困難である。とりわけチャバネゴキブリは繁殖力が強く、薬剤に抵抗性を示す系統も報告されていて、難駆除昆虫に数えられる。対策としては隙間テープを貼ったりフィルターを付けるなど隙間を塞いで外からの侵入経路を断つこと、餌となるものを無くして清潔状態を保つことが挙げられる。

### 薬品の使用
家庭内のゴキブリを捕獲・駆除するための商品は数多く開発・発売されている。餌・誘引剤と粘着シートによる捕獲器（「ごきぶりホイホイ」など）、薬剤が遠くまで飛ぶスプレー型殺虫剤、火や水による化学燻蒸で締め切った室内を燻す燻蒸剤（「バルサン」など）、ホウ酸やフィプロニル入りの食毒剤（「コンバット」などベイト剤）が挙げられる。なお薬品は人体にも有害な場合が多く、不適切な使用法によって薬剤耐性ゴキブリが発生する。
エアゾール（スプレー式駆除剤）
直接ゴキブリに噴射して殺虫するタイプのもので、殺虫成分が入っている殺虫剤、殺虫成分が入っていない凍結タイプ・泡でくるむタイプの2つに分けられる。いずれもゴキブリの動きを止めるアイテムとして考え、噴霧されたゴキブリは直ちに処理することが望ましい。生息の有無を調べる目視調査の一環で使われることもある。
- 前者の殺虫成分は主にピレスロイドが使われ、種類によって即効性、忌避効果、追い出し効果があり、製品によっては侵入経路や巣に噴射してその残効性で駆除する類のものもある。
- 後者は食器など衛生に気を使う場面でも使えるという利点が大きいが、確実に当てないとゴキブリはけがすることなく逃げる。冷却して殺虫成分で仕留める製品も販売されている。泡でくるむタイプは食器用洗剤の成分でゴキブリを窒息させる仕組みの製品が人気である。

捕獲器
ごきぶりホイホイで知られる、誘引剤でゴキブリを誘引して粘着シートで捕獲する設置式駆除剤で、持続期間は粘着力や誘引剤により異なる。巣を特定するための調査用に使われることもある。
食毒剤（毒餌剤、ベイト剤）
殺虫成分によってホウ酸団子系、ヒドラメチルノン系、フィプロニル系に分けられる。ホウ酸団子を除くベイト剤は半年ほど効果が持続するが、埃が付いたり湿気を吸うなどした場合はその都度交換する。
- 侵入経路や巣に置いて使う。ホウ酸は複数の作用点に漸次的に影響を与えるもので、効果が現れるまでに数日から半月ほど要する一方、高度な抵抗性が生じにくいと考えられる。手作りも可能だが、人間が口にすると中毒症状を起こすこともあり、取り扱い上注意を要する。殺傷力自体は2 - 3年ほど継続するが、誘引力の低下を踏まえて半年から1年程度で交換するとよい。
- ヒドラメチルノンはベイト剤に多用される呼吸器系に作用する成分で、食べたゴキブリを3日前後で死に至らしめる。長年使用された場所ではチャバネゴキブリが発達した抵抗性を獲得している例もある。
- フィプロニルはベイト剤で最もよく使用される非常に強い毒性を持つ成分で、食べたゴキブリを1日前後で死に至らしめる。

燻蒸タイプ（燻煙剤）
密閉した室内空間内で殺虫成分を蒸散させることでゴキブリをはじめとする害虫を駆除するタイプのもので、煙を出すもの、霧を出すものの2種類がある。殺虫成分にはピレスロイドやメトキサジアゾンが使われる。
- 一気に駆除する効果が望めるが、使用前に機器や火災報知器にカバーをつけたり、ペットや植物などを外に出すなど準備を要する。
- 効果の持続期間は判然としないが、卵が孵化するタイミングを待って10日 - 3週間後にもう一度使用すると効果的だとされる。
- 煙の届かない奥まった、より安全な場所へ逃げてそこに巣をつくり、事態をより悪化させる。

などの欠点がある。特に最後に挙げた欠点は致命的なので、プロの害虫駆除業者ではこの方法を使わず、ベイト剤などの毒餌を仕掛ける方法で、駆除している。JRでは、新幹線車両や食堂車など、鉄道車両にゴキブリが生息することから、定期的に燻蒸作業を実施していることを公表している。
忌避剤
ゴキブリが嫌う成分を配合して忌避効果を発揮するタイプのもので、多くはハッカ油やオレンジ油などの天然成分から成り、芳香剤やゲルタイプなど形態はさまざま。効果は1か月程度持続するというが、実際のところは未知数とも。
消毒用アルコール、泡スプレーや合成洗剤など界面活性剤を含む石鹸類
呼吸孔を保護している油を溶解させ、気門を塞ぐことにより窒息死させるが、ゴキブリ自身が獲得したバイ菌が出る可能性があるなど、現実的ではない。

### 主なゴキブリ駆除商品メーカー
- 金鳥 - コンバット、ゴキブリムエンダー、コックローチ
- アース製薬 - ブラックキャップ、ゴキジェット、ごきぶりホイホイ
- タニサケ - ゴキブリキャップ
- フマキラー - ゴキファイター
- ライオン - Wトラップ
- レック - バルサン
- 吉田コーゲイ - ゴキブリ追放剤 ゴサール
- 北海クリーンサービス - ゴキブリストップ
- ミュー - ゴキちゃんグッバイ

## ゴキブリに関する逸話・都市伝説
ゴキブリについてはさまざまな逸話や都市伝説（噂話）が存在する。
- 2001年にイギリス人のケン・エドワーズによって、1分間に36匹のマダガスカルオオゴキブリを生食いするという世界記録が樹立されている[192]。
- 「テレビ番組『TVジョッキー』内のコーナー「奇人・変人」で、素人が一般参加でゴキブリを食べたあと、食べたゴキブリが胃の中で繁殖（卵を産卵、胃の中で孵化）し、内臓や胃を食いちぎられて死亡した」[193]
  - ゴキブリを食べたというテレビの内容は事実だが、いかに生命力の強いゴキブリといえども強力な胃酸の中で卵が孵化することはありえない。しかし、このような都市伝説が広まるということ自体がゴキブリのイメージの悪さを物語っているものとも言える。この都市伝説は漫画『GTO』の第18話でも取り上げられた（都市伝説一覧を参照）。なお、この都市伝説は1990年代に雑誌『GON!』（ミリオン出版）、2000年代にテレビ番組『特命リサーチ200X』で真偽の確認をしており、いずれも本人の生存を確認したことで噂が誤りであると結論づけている。
  - 2012年10月5日にアメリカ合衆国・フロリダ州ディアフィールドビーチで開催されたゴキブリ大食い大会でゴキブリを約30匹食べた優勝者が死亡する事故が起きている。ただし、この優勝者は同大会でゴキブリを食べる直前にミミズを約30匹、ヤスデを約100匹食べており、死因がゴキブリであるかどうかはわかっていない[194]。
- 「ゴキブリは核戦争後に生き残ることのできる唯一の生物である」[192]
  - 実際にヒトと比較してゴキブリの放射線に対する耐久力は高い[192]。一方で、ゴキブリよりもゾウムシ類やショウジョウバエ、コクヌストモドキなどの昆虫の方が、放射線への耐久力ははるかに高いことも示されており、決してゴキブリが絶対的に強いというわけではない[192]。核兵器で生息域である森林が全て焼失すると、ゴキブリは絶滅する。
- 「ゴキブリは頭を切り落としてもしばらくの間は生き続ける」[192]
  - 生き続ける時間は、9日であったり、1 - 2週間であったり、27日だったりと、さまざまな主張がなされる[192]。また、このあとに「その後、餌が食べられないために餓死する」と続く場合がある。実際に、頭を落としても1日程度付属肢の動きが見られるが、これは節足動物全体に多く見られる神経の反射であり、生物としてはすでに死んでいる場合が多い。また、同様の現象はゴキブリに限らず、カミキリムシ、カニなどでもみられる。
- 「郵便局に勤めている女性が封筒の折り返しや切手を舐めていたところ、封筒の先端で舌を切った。さらに、数日後に舌が腫れて痛み始めた。そこで、医者に診てもらい、舌を切開すると、一匹のゴキブリの幼虫が出できた」[192]
  - 唾液で湿った封筒のシールにゴキブリが卵を産みつけ、その卵が傷口から舌へ混入したというのがこの話の背景である。しかし、ゴキブリは比較的大きな卵鞘を産むことから考えて、この話はありえないと思われる[192]。
- 「家でゴキブリを発見した女性がトイレに逃げ込んだゴキブリに対して殺虫剤を一缶丸ごと使い切った。その後、その騒動を全く知らない女性の夫がそのトイレを利用した際、吸っていたたばこを落とし、噴霧剤に引火・爆発して、男性は救急車で搬送された」[192]
  - エルサレム・ポストやボストン・グローブなどのメディアが実際に報道したが、のちに作り話であることが判明した[192]。ただし、2007年に日本で氷殺型殺虫剤の 1種である氷殺ジェットを使用したあとに火気を使用したために爆発事故を起こした例がある（害虫がゴキブリであるとは明言されていない）。
- 「町からゴキブリが消えた」[195][196]
  - 谷酒茂雄が開発した「タマネギ入りゴキブリ団子」を使用し、1984年に岐阜県池田町で町ぐるみで「ゴキブリだんご」によるゴキブリ撲滅キャンペーンを開始し、成功した。その後、メディアに紹介され、全国から商品化の依頼が殺到したため、1985年に株式会社タニサケが創業した。